# História econômica da Argentina

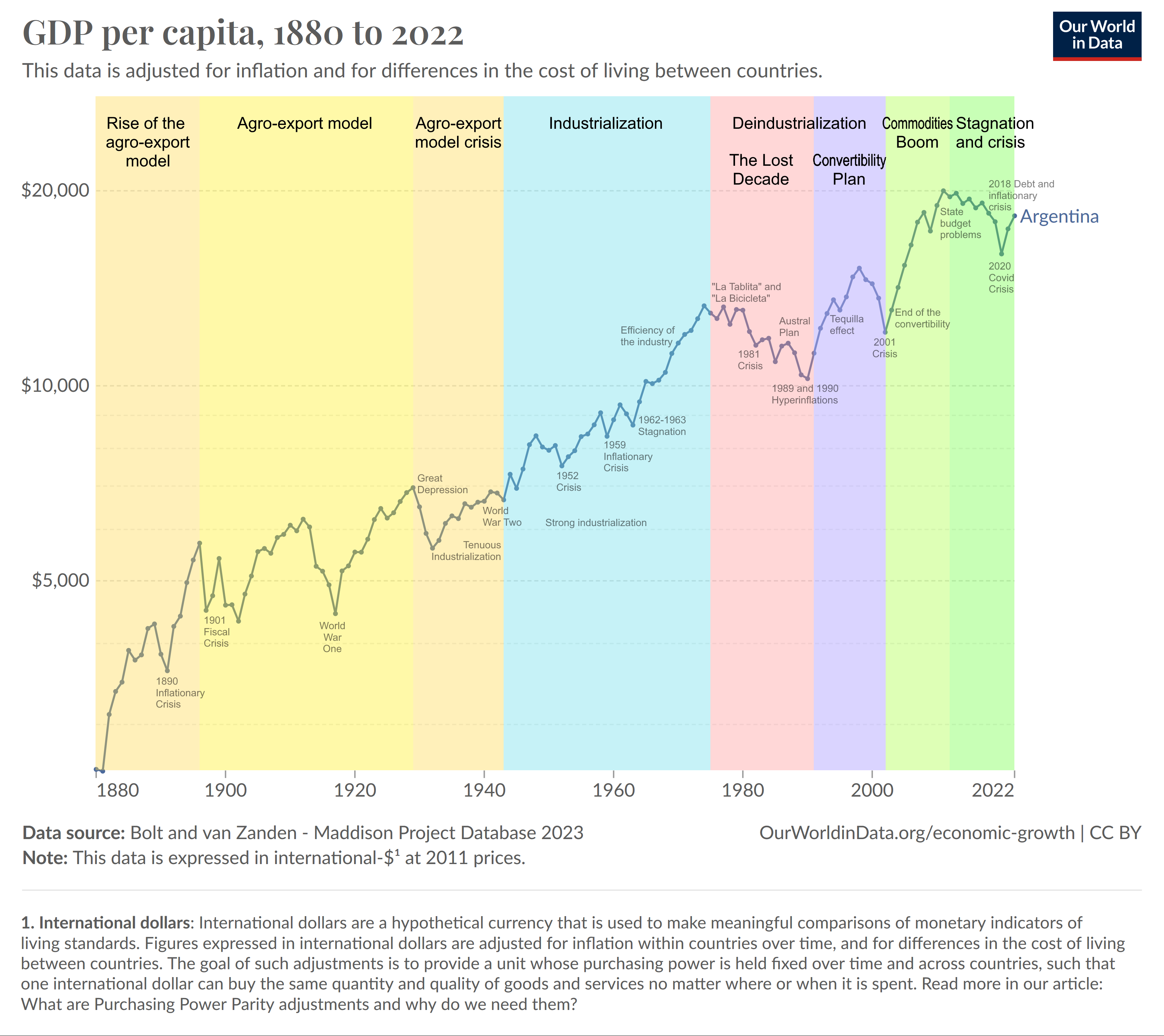
Desenvolvimento histórico do PIB per capita.

A história econômica da Argentina é uma das mais estudadas devido ao chamado "paradoxo argentino". No início do século XX, o país alcançou um elevado nível de desenvolvimento, mas sofreu um declínio relativo em comparação com outras economias desenvolvidas, o que gerou uma vasta literatura e diversas análises sobre as causas dessa regressão. Desde a independência da Espanha em 1816, a Argentina entrou em default em sua dívida externa nove vezes. A inflação frequentemente atingiu dois dígitos, chegando a picos de 5.000%, resultando em várias desvalorizações monetárias [en] significativas.

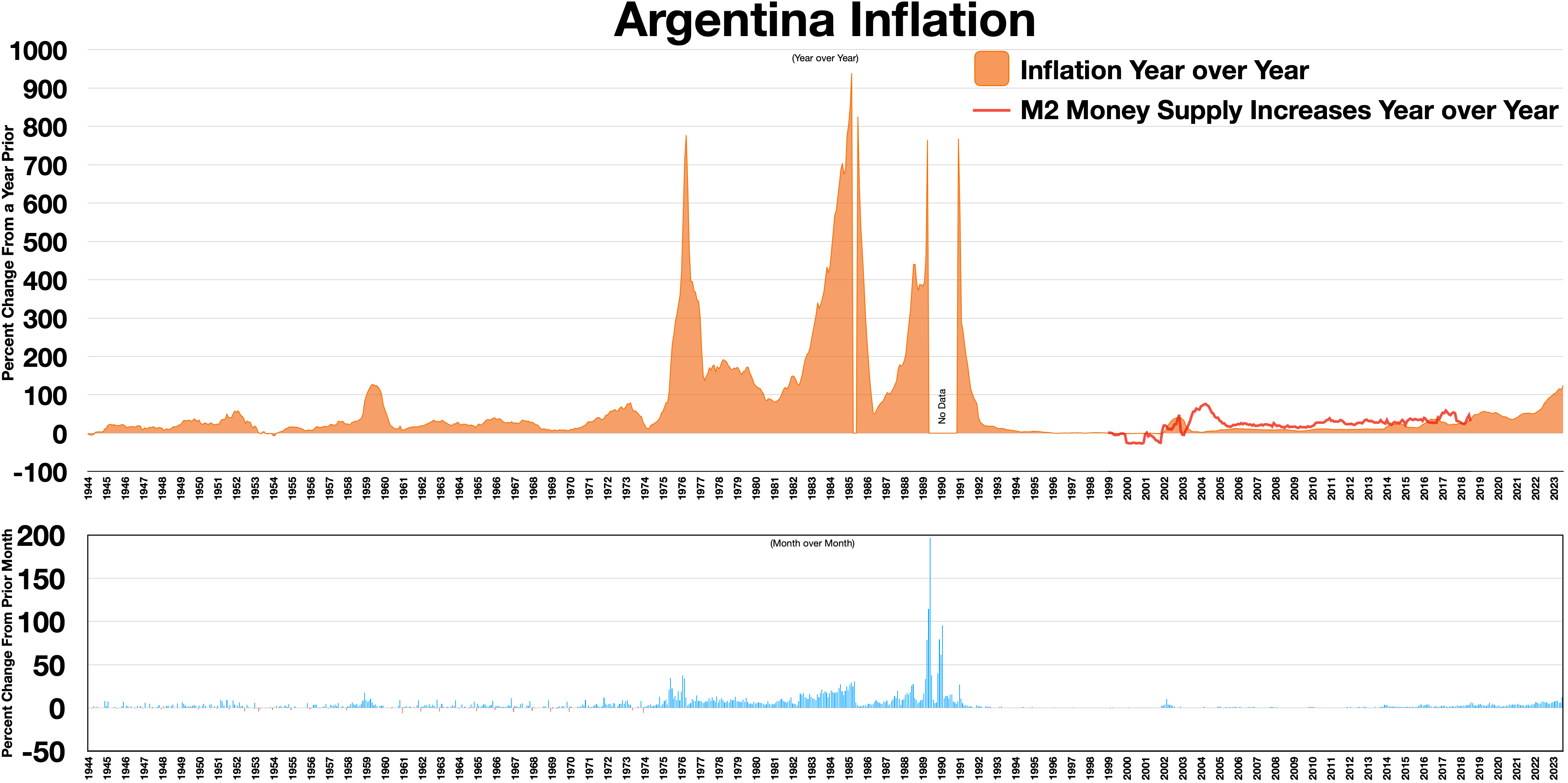
Argentina Inflation
Inflação ano a ano
Inflação mês a mês

A Argentina possui claras vantagens comparativas na agricultura, graças à vasta extensão de terras férteis. Entre 1860 e 1930, a exploração das ricas terras das pampas impulsionou fortemente o crescimento econômico. Durante as três primeiras décadas do século XX, a Argentina superou o Canadá e a Austrália em população, renda total e renda per capita. Em 1913, o país estava entre os dez mais ricos do mundo em termos de renda per capita.
A partir da década de 1930, a economia argentina deteriorou-se significativamente. O principal fator desse declínio foi a instabilidade política, iniciada em 1930, quando uma junta militar tomou o poder, encerrando sete décadas de governo constitucional civil. Em termos macroeconômicos, até a Grande Depressão, a Argentina era um dos países mais estáveis e conservadores, mas depois tornou-se um dos mais instáveis. Apesar disso, até 1962, o PIB per capita argentino superava o de Áustria, Itália, Japão e da antiga metrópole colonial, Espanha. A partir da década de 1930, sucessivos governos adotaram a estratégia de substituição de importações para alcançar a autossuficiência industrial, mas o incentivo governamental ao crescimento industrial desviou investimentos da produção agrícola, que caiu drasticamente.

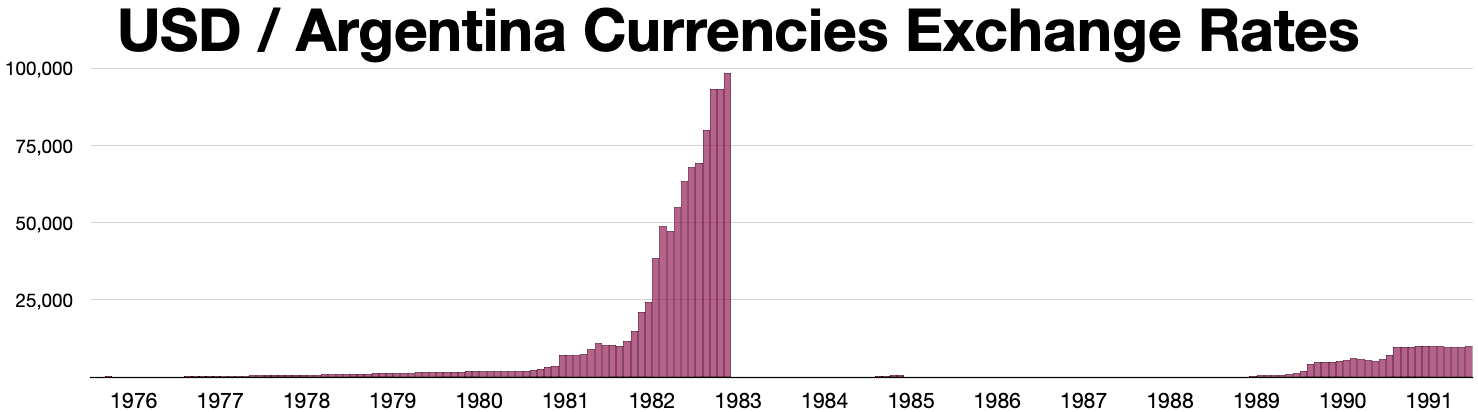
Taxas de câmbio da moeda USD/Argentina.

O período de substituição de importações terminou em 1976, mas o aumento dos gastos governamentais, grandes reajustes salariais e a produção ineficiente geraram uma inflação crônica [en] que se intensificou durante a década de 1980. Medidas implementadas durante a última ditadura também contribuíram para o aumento da dívida externa, que, no final da década de 1980, equivalia a três quartos do PNB.

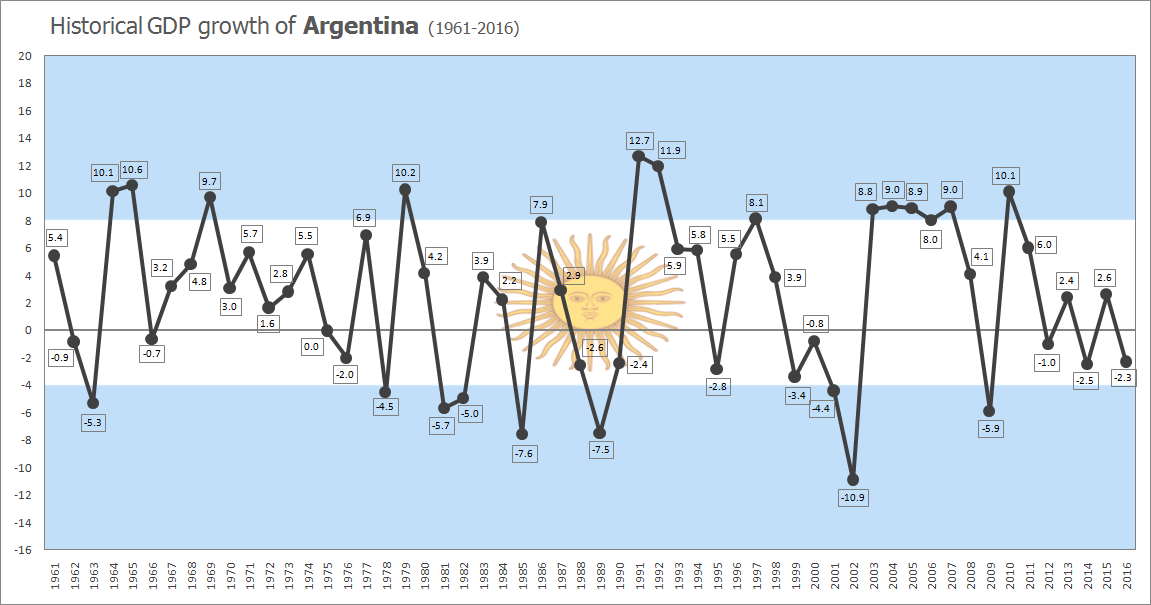
Evolução do crescimento do PIB.

No início da década de 1990, o governo controlou a inflação ao implementar um sistema de câmbio fixo e introduzir um novo peso conversível, equiparável ao dólar americano, além de privatizar várias empresas estatais, utilizando parte dos recursos para reduzir a dívida nacional. No entanto, uma recessão prolongada no início do século XXI culminou em um default, e o governo desvalorizou o peso novamente. Em 2005, a economia começou a se recuperar, mas o país enfrentou novos defaults em 2014 e 2020.

## Economia colonial

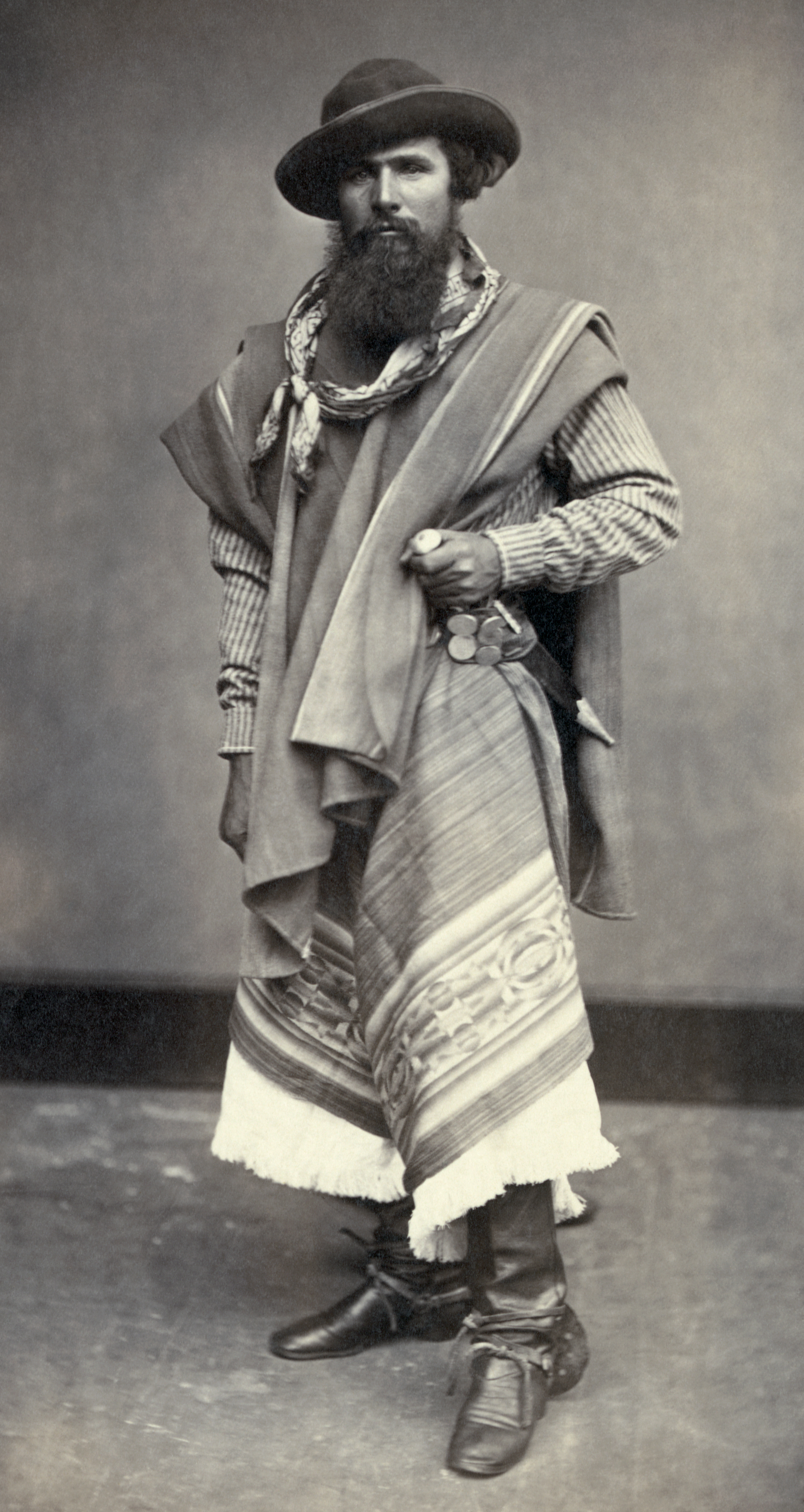
Foto de um gaúcho de 1868. Os gaúchos contribuíram para a expansão da pecuária em grande parte da Argentina.

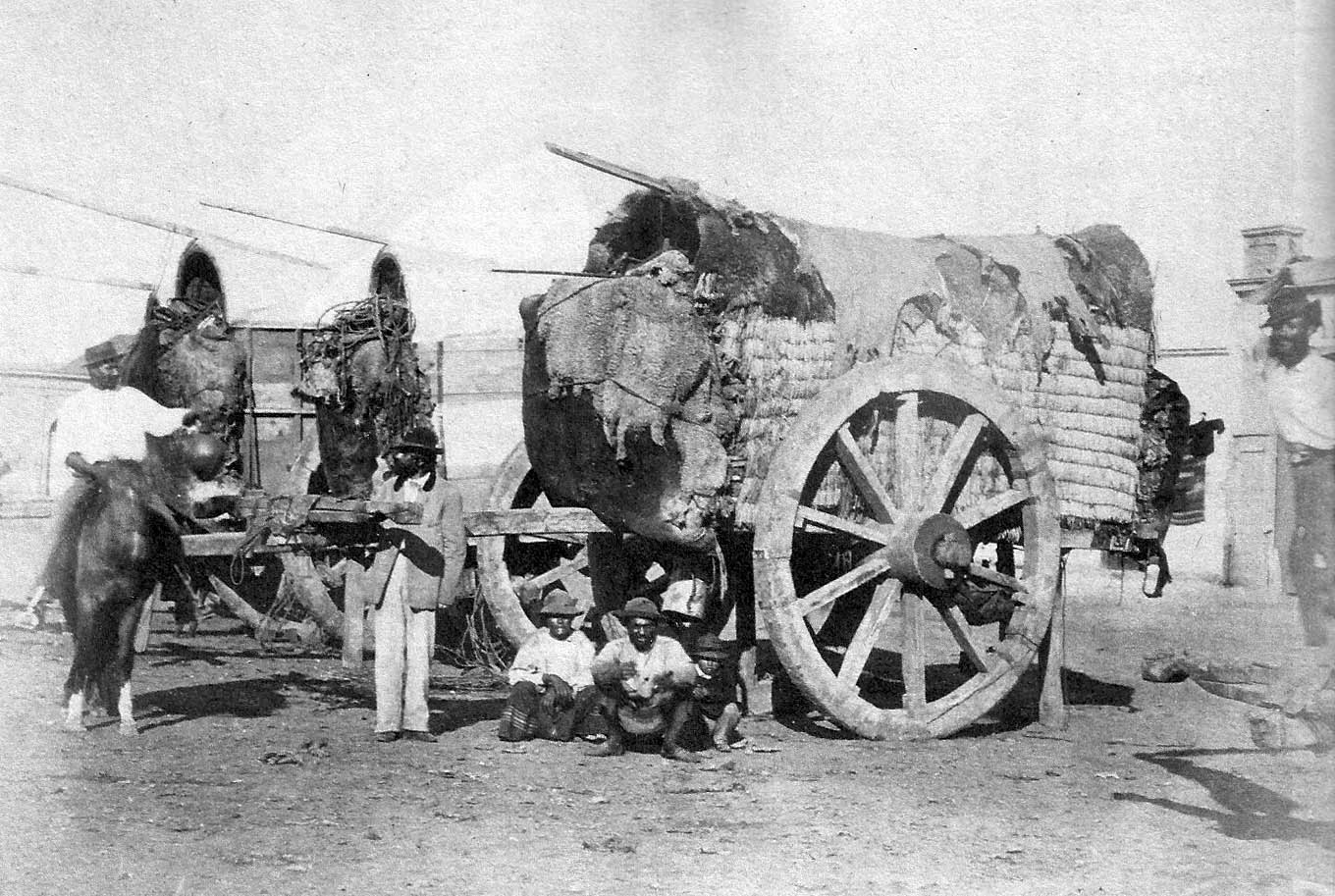
Carretas foram introduzidas pelos espanhóis no final do século XVI para transporte de passageiros e mercadorias.

Durante o período colonial [en], o atual território argentino oferecia menos vantagens econômicas em comparação com outras regiões do Império Espanhol, o que o relegou a uma posição periférica na economia colonial espanhola. Não possuía depósitos de ouro ou outros metais preciosos e carecia de civilizações nativas estabelecidas que pudessem ser submetidas ao sistema de encomienda.
Apenas dois terços do território atual da Argentina foram ocupados durante o período colonial, enquanto o terço restante, correspondente ao Planalto da Patagônia, permanece pouco povoado até hoje. A produção agrícola e pecuária era consumida principalmente pelos próprios produtores e pelo pequeno mercado local, sendo associada ao comércio exterior apenas no final do século XVIII.
Entre os séculos XVI e XVIII, a economia era caracterizada por economias regionais autossuficientes, separadas por grandes distâncias, com escassez de comunicações rodoviárias, marítimas ou fluviais e dificuldades no transporte terrestre. No final do século XVIII, uma economia nacional significativa começou a surgir, com fluxos recíprocos de capital, trabalho e bens entre as regiões argentinas em escala considerável.
Durante o período colonial, os territórios que hoje formam a Argentina estavam sujeitos, como outras regiões espanholas nas Américas, a restrições legais sobre como e com quem o comércio podia ser realizado. Durante os séculos XVII e XVIII, o comércio direto pelo porto de Buenos Aires, em vez de através do sistema oficial de frotas pelo porto de Lima, no atual Peru, era proibido, exceto com permissão especial da Coroa. Na prática, isso não significava que a economia colonial do atual território argentino estava fechada ao comércio.
Além do comércio com o Brasil e a Guiné, legalizado no início do século XVII, a Buenos Aires colonial também realizava comércio direto com a Espanha e outras potências europeias por meio dos chamados navíos de registro — navios com permissão real para operar fora do sistema oficial de frotas, transportando soldados ou realizando serviços específicos. Comerciantes holandeses e bascos desempenhavam um papel importante, em parceria, na gestão desse sistema de navíos de registro para o comércio transatlântico com Buenos Aires. Ainda mais significativo era o sistema de comércio de contrabando, no qual os navíos estavam inseridos. Assim, na segunda metade do século XVII, cerca de 200 navios entraram no porto de Buenos Aires sem qualquer permissão, em comparação com 34 navíos de registro. Sobre esse sistema de comércio transatlântico, majoritariamente ilegal, havia o sistema de situado, um financiamento do tesouro real em Potosí, no Alto Peru, que sustentava a guarnição militar em Buenos Aires. Na prática, o situado financiava, por meio de um sistema de crédito, uma economia local em Buenos Aires que estava inserida na economia de contrabando.
O historiador argentino Zacarías Moutoukias argumenta que esse sistema de comércio, no qual Buenos Aires estava conectada à economia mineradora dos Andes por meio do situado e ao comércio transatlântico via contrabando e navíos de registro, criou uma elite política e comercial integrada em Buenos Aires, composta por oficiais militares, funcionários da Coroa e comerciantes locais. Essa economia política era caracterizada pela "corrupção", ou seja, a violação das leis reais sobre o comércio, que não era uma anomalia, mas uma característica definidora. Para Moutoukias, a "corrupção" era simplesmente "a violação de um conjunto fixo de normas que limitava a integração dos representantes da Coroa com a oligarquia local" — uma violação tacitamente tolerada pela Coroa por ser lucrativa.
Historiadores como Milcíades Peña consideram esse período histórico das Américas como pré-capitalista, já que a maior parte da produção das cidades costeiras era destinada aos mercados externos. Rodolfo Puiggrós classifica a sociedade como feudal, baseada em relações de trabalho como a encomienda ou a escravidão. Norberto Galasso [en] e Enrique Rivera argumentam que não era nem capitalista nem feudal, mas um sistema híbrido resultante da interação entre a civilização espanhola, em transição do feudalismo para o capitalismo, e os povos nativos, ainda vivendo na pré-história.
Os territórios argentinos, limitados por suas economias fechadas, pela ausência de atividades ligadas ao comércio exterior e pela escassez de mão de obra e capital, ficaram muito atrás de outras áreas do mundo colonial que participavam do comércio internacional. Apenas atividades associadas a centros exportadores dinâmicos, como a manufatura de tecidos em Tucumán e a pecuária em Córdoba e no Litoral [en], voltada para abastecer as minas do Alto Peru, apresentavam certo grau de prosperidade.
O comércio era legalmente restrito à Espanha: a Coroa espanhola impunha um monopsônio, limitando suprimentos e permitindo que comerciantes espanhóis elevassem preços para aumentar lucros. Comerciantes britânicos e portugueses romperam esse monopsônio por meio do comércio de contrabando.
Outros estudiosos rejeitam o rótulo de "feudal" para descrever a economia e a sociedade argentina durante o período colonial. O historiador Jeremy Adelman, por exemplo, descreve uma economia agrária no interior argentino onde o trabalho assalariado e a produção para o mercado eram comuns. No século XVII, isso incluía o desenvolvimento de oficinas têxteis (obrajes), a criação de mulas para transporte e a caça de gado selvagem para produzir carne, couro e sebo, que abasteciam a economia mineradora de Potosí, nos Andes. No século XVIII, a redução dos rebanhos selvagens levou ao desenvolvimento da pecuária estabelecida no Litoral argentino e em regiões do interior. A relativa ausência de coerção extraeconômica devido ao amplo acesso à terra na fronteira agrária, a prevalência do trabalho assalariado, a variedade de formas de posse de terra (propriedade, arrendamento e diferentes direitos de uso) e a ausência de uma elite fundiária fixa e hegemônica levaram Adelman a rejeitar o rótulo de "feudalismo" para descrever a economia agrária do atual território argentino durante o período colonial.
O desejo britânico de comercializar com a América do Sul cresceu durante a Revolução Industrial e após a perda de suas 13 colônias na América do Norte durante a Revolução Americana. Para alcançar seus objetivos econômicos, a Grã-Bretanha lançou as Invasões britânicas do Rio da Prata, tentando conquistar cidades-chave na América espanhola, mas foi derrotada pelas forças locais da atual Argentina e Uruguai, sem auxílio da Espanha, em duas ocasiões. Durante as Guerras Napoleônicas, quando se aliaram à Espanha, os britânicos solicitaram às autoridades espanholas a abertura do comércio em troca de apoio.

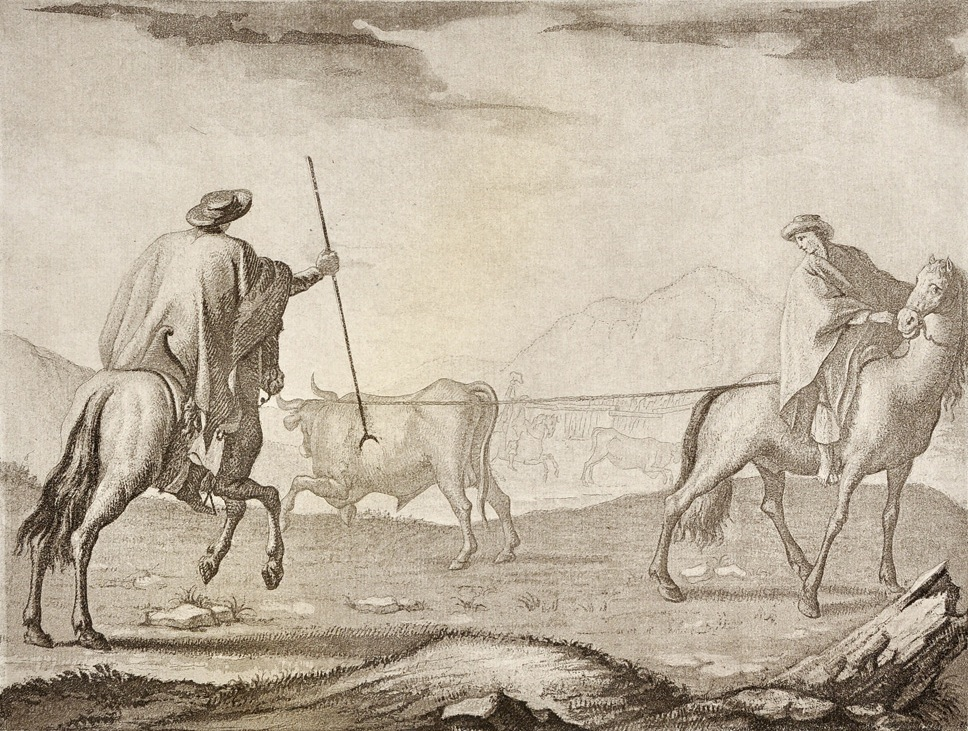
Laçando gado nas pampas, litografia de 1794 por Fernando Brambilla.

Os primeiros historiadores argentinos, como Bartolomé Mitre, atribuíram a abertura do comércio livre ao relatório econômico A Representação dos Hacendados [en] de Mariano Moreno, mas atualmente considera-se que o livre-comércio resultou de negociações gerais entre a Grã-Bretanha e a Espanha, conforme refletido no Tratado de Apodaca-Canning [en] de 1809. As ações de Baltasar Hidalgo de Cisneros em Buenos Aires refletiram resultados semelhantes emanados de outras cidades espanholas da América do Sul.
Em comparação com outras partes da América Latina, a escravidão [en] teve um papel muito menos significativo no desenvolvimento da economia argentina, principalmente devido à ausência de minas de ouro e plantações de cana-de-açúcar, que demandariam grande quantidade de trabalhadores escravizados. O Brasil colonial, por exemplo, importou cerca de 2,5 milhões de africanos no século XVIII. Em contrapartida, estima-se que 100.000 escravos africanos chegaram ao porto de Buenos Aires nos séculos XVII e XVIII, muitos deles destinados ao Paraguai, Chile e Bolívia.
As fazendas de pecuária coloniais foram estabelecidas em meados do século XVIII. O ritmo de crescimento na região aumentou significativamente com a criação, em 1776, do novo Vice-reino do Rio da Prata com Buenos Aires como capital e com o aumento do comércio legal permitido pela Lei do Livre Comércio de 1778, que permitia um comércio "livre e protegido" entre a Espanha e suas colônias. Esse sistema comercial desintegrou-se durante a Era Napoleônica, e o contrabando tornou-se comum novamente.

## Transição pós independência
No início do período pós-independência, uma parcela significativa das exportações argentinas provinha da produção de gado bovino e ovino. A economia baseada na pecuária dependia da abundância de terras férteis nas províncias do littoral [en]. A agricultura de cultivos, aparentemente, não apresentava vantagem comparativa em relação à pecuária.
As exportações cresceram de 4% a 5% ao ano entre 1810 e 1850, e de 7% a 8% entre 1850 e 1870. Esse crescimento foi impulsionado pela expansão da fronteira e pelo aumento da eficiência na produção pecuária.
Graças à diversificação de mercados e produtos, a Argentina conseguiu evitar a armadilha de uma economia dependente de um único produto básico, sustentando seu crescimento econômico por seis décadas. O efeito combinado da queda nos preços dos têxteis e da alta nos preços dos produtos pecuários resultou em uma melhoria significativa nos termos de troca, que aumentaram 377% entre 1810 e 1825, em preços locais. Vários governadores conduziram campanhas contra os povos indígenas para expandir as terras disponíveis, desde Juan Manuel de Rosas até Julio Argentino Roca.
A maioria dos gaúchos pobres aliou-se aos caudilhos mais poderosos de suas regiões. Como parte do Partido Federalista, eles se opunham às políticas centralizadoras de Buenos Aires e participaram das Guerras Civis argentinas.

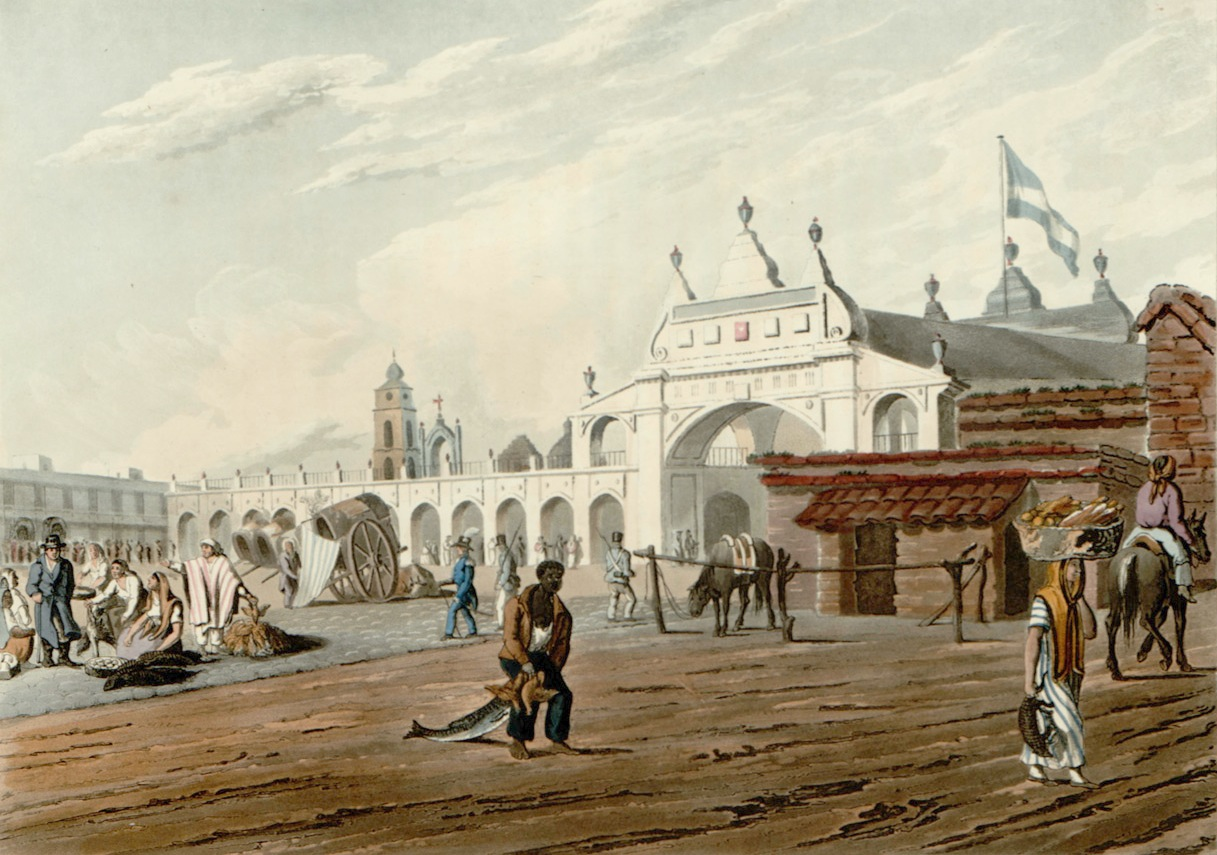
Mercado em Buenos Aires, década de 1810.

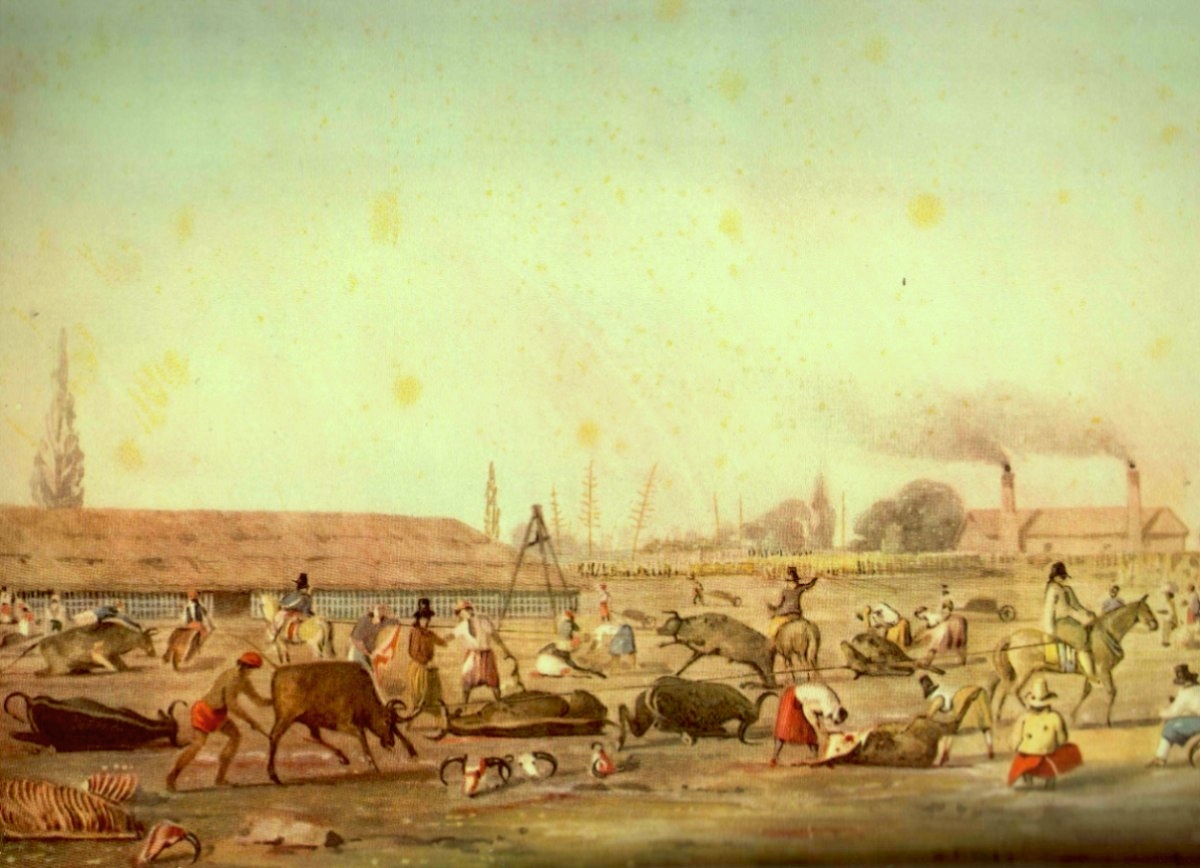
Impressão de um matadouro em Buenos Aires por Charles Pellegrini, 1829.

### 1810–1829
Após a independência em 1810, encerrou-se a era em que o comércio era controlado por um pequeno grupo de comerciantes peninsulares. A Primeira Junta, primeiro governo estabelecido após a Revolução de Maio de 1810, adotou uma política protecionista até sua queda.
O Primeiro Triunvirato [en] (1811–1812), influenciado por Bernardino Rivadavia e Manuel García, promoveu o livre-comércio com a Grã-Bretanha. O Segundo Triunvirato [en] (1812–1814) e José Gervasio Artigas, que controlava a Liga Federal entre 1815 e 1820, tentaram restaurar a política protecionista inicial, mas o Diretor Supremo restabeleceu o livre-comércio. Assim, a economia do Rio da Prata tornou-se uma das mais abertas do mundo.
Entre 1812 e 1816, surgiram divisões entre uma facção unitarista centrada em Buenos Aires e uma facção federalista nas províncias, culminando em uma série de guerras civis que terminaram com a conquista de Buenos Aires pelos caudilhos federalistas na Batalha de Cepeda [en] em 1820.
Cada província tinha sua própria moeda, e o valor da mesma moeda variava entre províncias e até entre cidades de uma mesma província.
O governo de Martín Rodríguez (1820–1824) e seu ministro Bernardino Rivadavia, seguido por Las Heras e, finalmente, Rivadavia como primeiro presidente da Argentina de 1826 a 1827, desenvolveu um plano econômico conhecido como "A feliz experiência". Esse plano intensificou a influência britânica na política nacional e baseava-se em cinco pilares principais: livre-comércio total sem políticas protecionistas contra importações britânicas, financiamento por um banco central gerido por investidores britânicos, controle absoluto do porto de Buenos Aires como única fonte de receita aduaneira nacional, exploração britânica dos recursos naturais do país e uma organização nacional unitarista centrada em Buenos Aires. Após a renúncia de Rivadavia em 1827, encerrando a "feliz experiência", o federalista Manuel Dorrego assumiu o poder como governador de Buenos Aires, mas foi executado pelo unitarista Juan Lavalle durante um golpe militar.
As exportações de ouro, permitidas pelas políticas de livre-comércio, rapidamente esgotaram as reservas nacionais. Isso gerou um grande problema, pois o ouro era o meio de troca [en] da economia local. Rivadavia tentou resolver a questão criando o "Banco de Desconto", um banco central para emitir moeda fiduciária. Como outros bancos centrais da época, esse banco não era estatal, mas controlado por investidores privados, neste caso, britânicos.

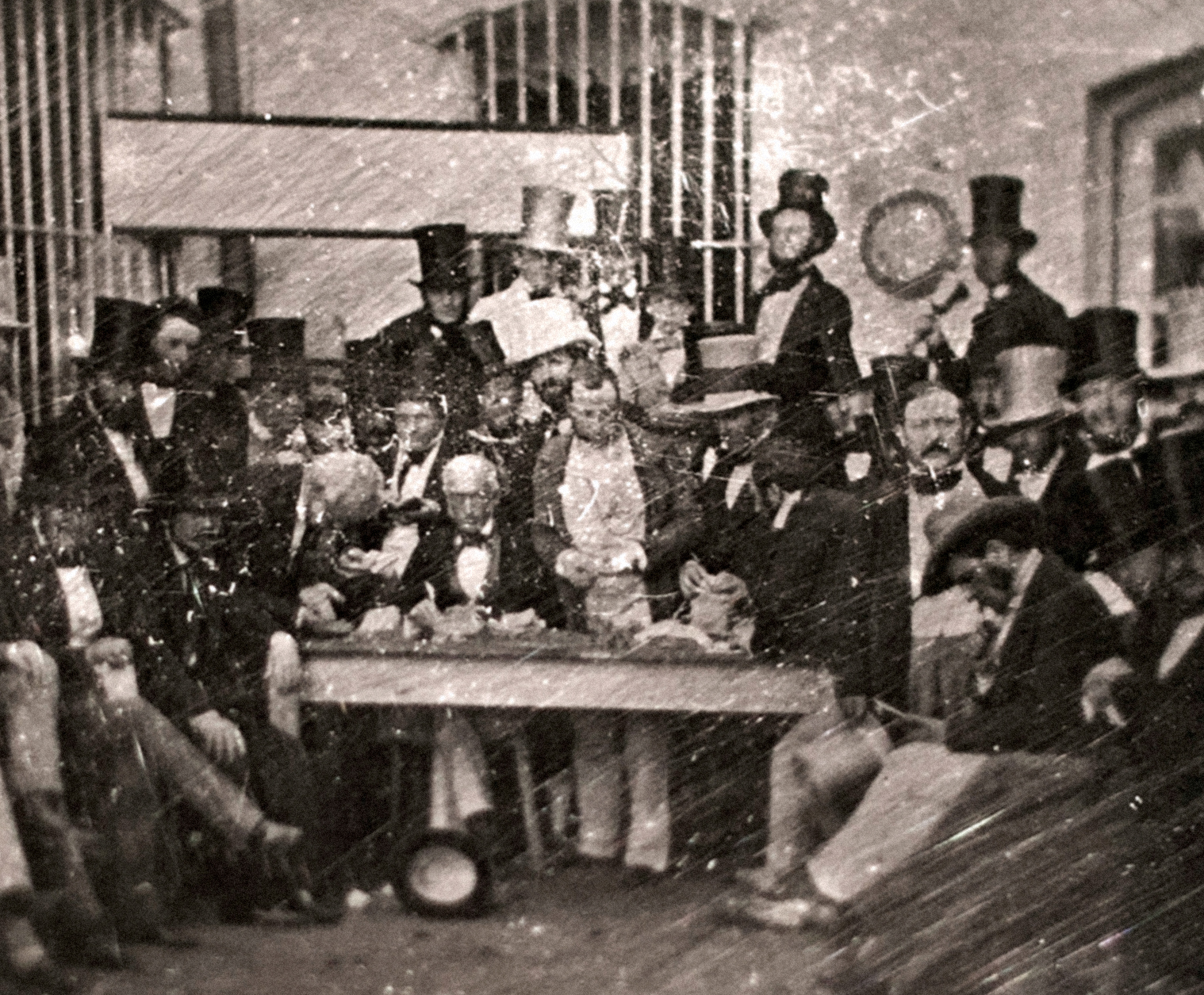
Membros da "Sociedad El Camoatí" (1848–1856), a primeira bolsa de valores de Buenos Aires.

O relatório do americano John Murray Forbes [en] ao sexto presidente dos Estados Unidos, John Quincy Adams, em 1824, destacou a forte influência britânica no poder econômico argentino. Ele observou que o governo de Buenos Aires estava tão ansioso por manter boas relações com a Grã-Bretanha e obter o reconhecimento da declaração de independência [en] que a maioria das instituições oficiais, como o banco, estava sob controle britânico. Forbes comparou essa influência ao controle de uma metrópole sobre uma colônia, sem os custos financeiros, civis ou militares. A ausência de uma marinha mercante argentina permitia à Grã-Bretanha gerenciar o comércio marítimo. No entanto, o testemunho de Forbes deve ser avaliado no contexto da rivalidade comercial anglo-americana da época, considerando sua parcialidade e "inveja, até antipatia" em relação aos ingleses no Rio da Prata.
Em meados da década de 1820, sob a gestão de Manuel José García como Ministro das Finanças, o governo contraiu empréstimos pesados para financiar novos projetos e pagar dívidas de guerra. Esses empréstimos foram contratados a taxas usurárias: em um caso notório, o governo recebeu um crédito de £570.000 dos Baring Brothers em troca de uma dívida de £1.000.000. Na década de 1820, o peso fuerte começou a perder valor rapidamente em relação ao peso fuerte, que estava vinculado ao preço do ouro. Em 1827, o peso papel foi desvalorizado em 33%, e em 1829 sofreu nova desvalorização de 68%.

### 1829–1870

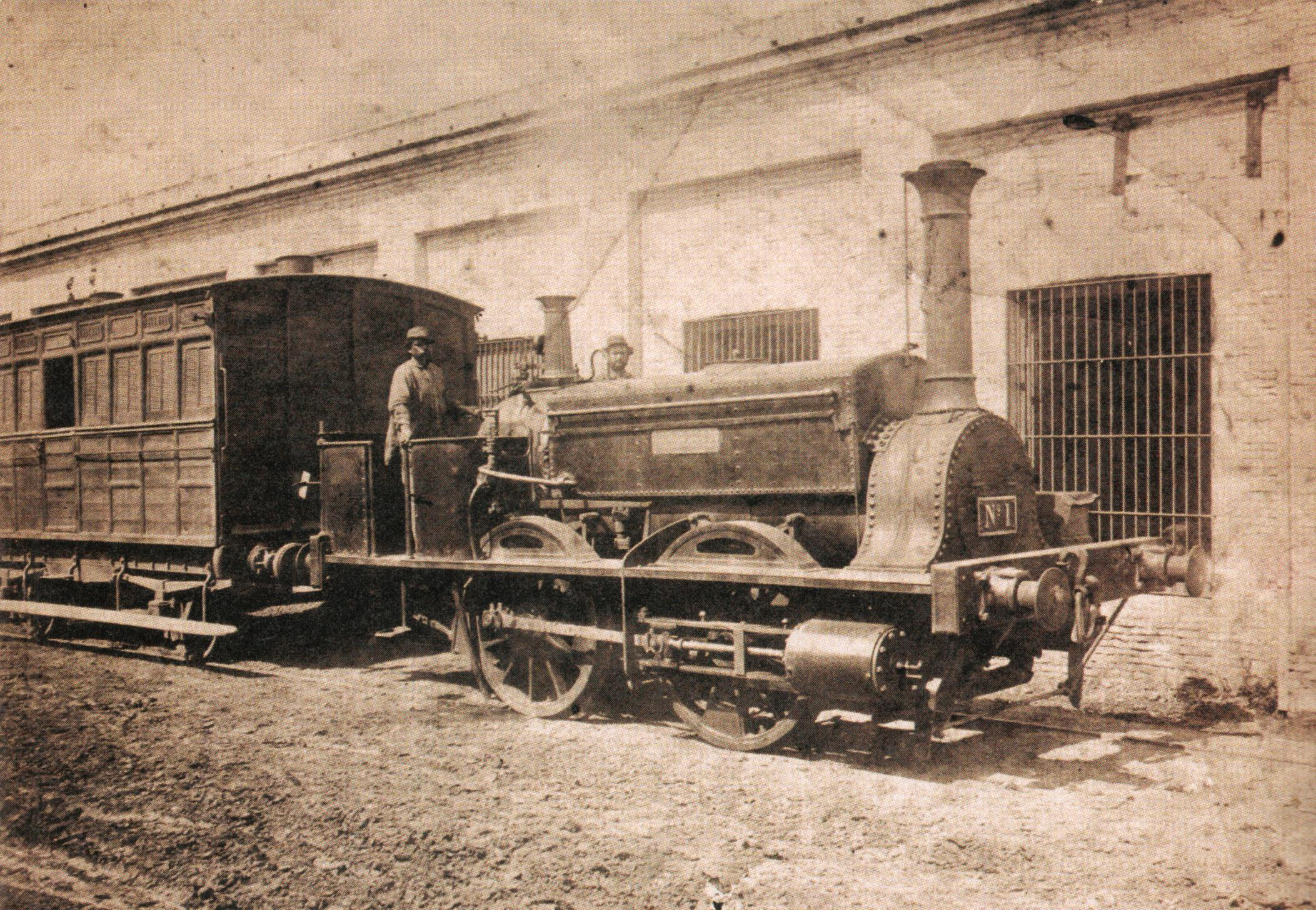
Em 1857, La Porteña tornou-se a primeira locomotiva a operar na Argentina.

Juan Manuel de Rosas forçou Lavalle a deixar a província, e os federalistas governaram Buenos Aires até 1852. Rosas modificou várias políticas do período rivadaviano, mas manteve outras: implementou uma lei aduaneira com políticas protecionistas, mas manteve o porto sob controle exclusivo de Buenos Aires e recusou-se a convocar uma assembleia constituinte.
A lei aduaneira estabeleceu barreiras comerciais para produtos fabricados no país e impôs altas tarifas de importação sobre bens de luxo, além de cotas e tarifas de exportação sobre ouro e prata. No entanto, a lei não foi totalmente eficaz devido ao controle do porto, que impedia uma receita financeira estável para as províncias. O controle exclusivo do porto foi longamente resistido pelos federalistas de outras províncias, culminando no conflito entre Rosas e Justo José de Urquiza na Batalha de Caseros. Apesar dos obstáculos financeiros, a economia de Entre Ríos cresceu, aproximando-se do tamanho da de Buenos Aires, com o declínio das charqueadas (saladeros) e o aumento da produção de lã.

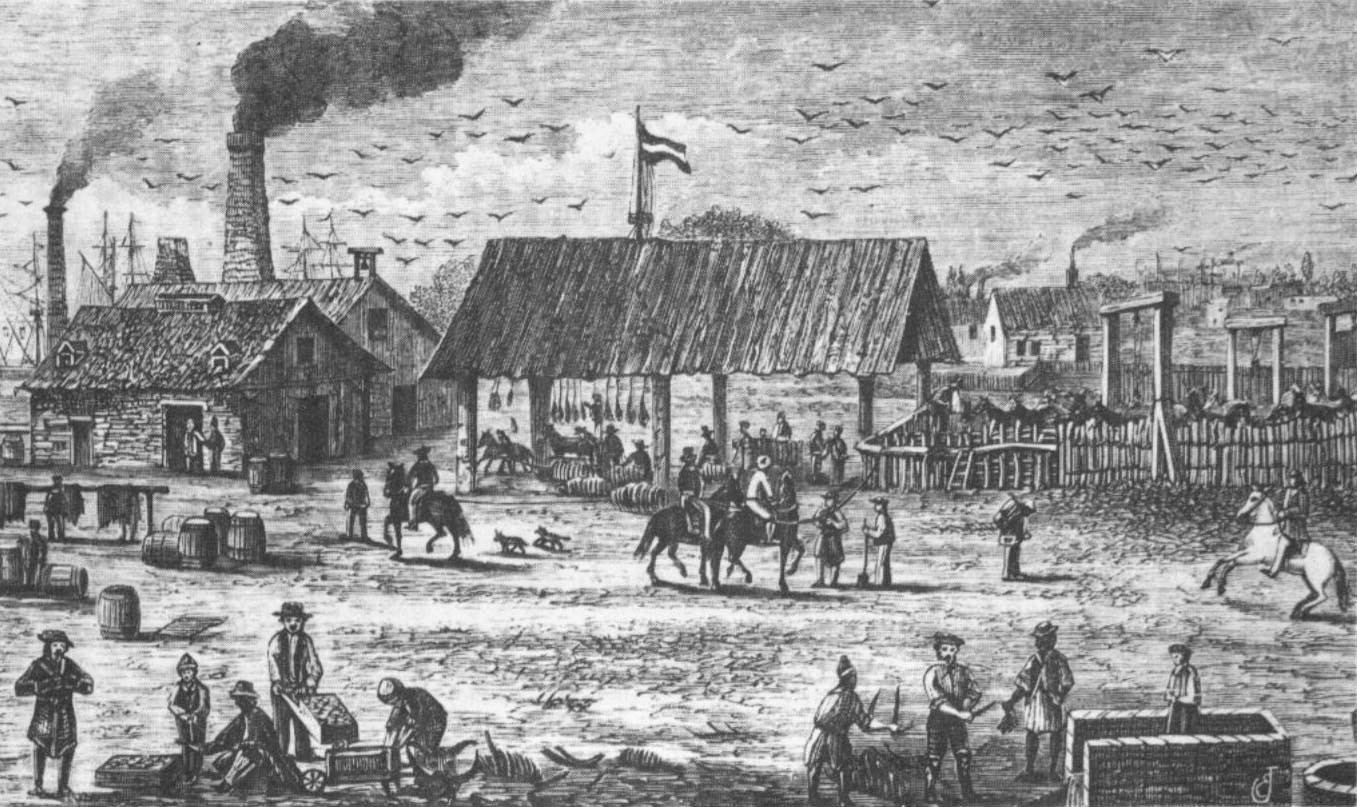
Uma charqueada em Rosario, década de 1860.

Em 1838, houve uma nova crise monetária, com o peso papel desvalorizado em 34%, seguida por uma desvalorização de 66% em 1839. Novas desvalorizações ocorreram em 1845 (95%) e em 1851 (40%). Os anos de Alsina [en], coincidentes com a secessão de Buenos Aires, registraram um desempenho econômico extremamente fraco. Esforços para financiar gastos extraordinários no conflito entre Buenos Aires e as outras províncias da Confederação fizeram o déficit fiscal disparar. Da mesma forma, a Confederação enfrentou condições econômicas adversas. Urquiza, presidente da Confederação, promulgou a "lei dos direitos diferenciais", beneficiando os navios que comerciavam com os portos da Confederação, mas não com Buenos Aires.
O fim das guerras civis proporcionou a estabilidade política e jurídica necessária para garantir direitos de propriedade e reduzir custos de transação, contribuindo para grandes influxos de capital e recursos humanos que construíram a Argentina moderna. Em 1866, tentou-se estabilizar a moeda com a introdução de um sistema de conversibilidade [en], que restringia as autoridades monetárias a emitir moeda fiduciária apenas se totalmente lastreada por ouro ou moeda estrangeira conversível. As décadas de 1860 e 1880 registraram o melhor desempenho econômico geral, preparando o cenário para a chamada Era de Ouro da história argentina. Contudo, os primeiros anos da independência foram marcados por um desenvolvimento econômico difícil. Apesar da nova liberdade trazida pela formação da república, o país não estava economicamente unificado: algumas regiões expandiram, enquanto outras declinaram. Assim, diferentes níveis de renda e bem-estar foram experimentados, tornando incerto se o período de 1820 a 1870 trouxe melhorias reais em renda ou bem-estar.
Nos 60 anos após a fundação da colônia agrícola [en] em Esperanza em 1856, a base da agricultura argentina passou gradualmente da pecuária para os cultivos.

## Boom liderado por exportações
| “                                                                 | "Apesar do enorme progresso que a República fez nos últimos dez anos, o crítico mais cauteloso não hesitaria em afirmar que a Argentina apenas cruzou o limiar de sua grandeza." | ” |
| — Percy F. Martin, Through Five Republics of South America, 1905. | |   |

A Argentina, que era insignificante durante a primeira metade do século XIX, apresentou um crescimento notável entre as décadas de 1860 e 1930, tão impressionante que se esperava que o país se tornasse os "Estados Unidos da América do Sul". Esse desempenho econômico impressionante e sustentado foi impulsionado pela exportação de produtos agrícolas. Um estudo de 2018 descreve a Argentina como uma "super-exportadora" durante o período de 1880 a 1929, atribuindo o boom aos baixos custos de comércio e à liberalização comercial, por um lado, e à oferta de uma cesta diversificada de produtos para diferentes países europeus e americanos, por outro. O estudo conclui que "a Argentina aproveitou um sistema econômico multilateral e aberto".
Na segunda metade do século XIX, houve um intenso processo de colonização do território na forma de latifúndios. Até 1875, o trigo era importado, pois não era produzido em quantidades suficientes para atender à demanda local; em 1903, o país já supria todas as suas necessidades e exportava 2.737.491,8 m3 de trigo, suficiente para sustentar 16 milhões de pessoas.
Na década de 1870, os salários reais na Argentina equivaliam a cerca de 76% dos da Grã-Bretanha, subindo para 96% na primeira década do século XX. O PIB per capita passou de 35% da média dos Estados Unidos em 1880 para cerca de 80% em 1905, nível semelhante ao da França, Alemanha e Canadá.

### 1870–1890

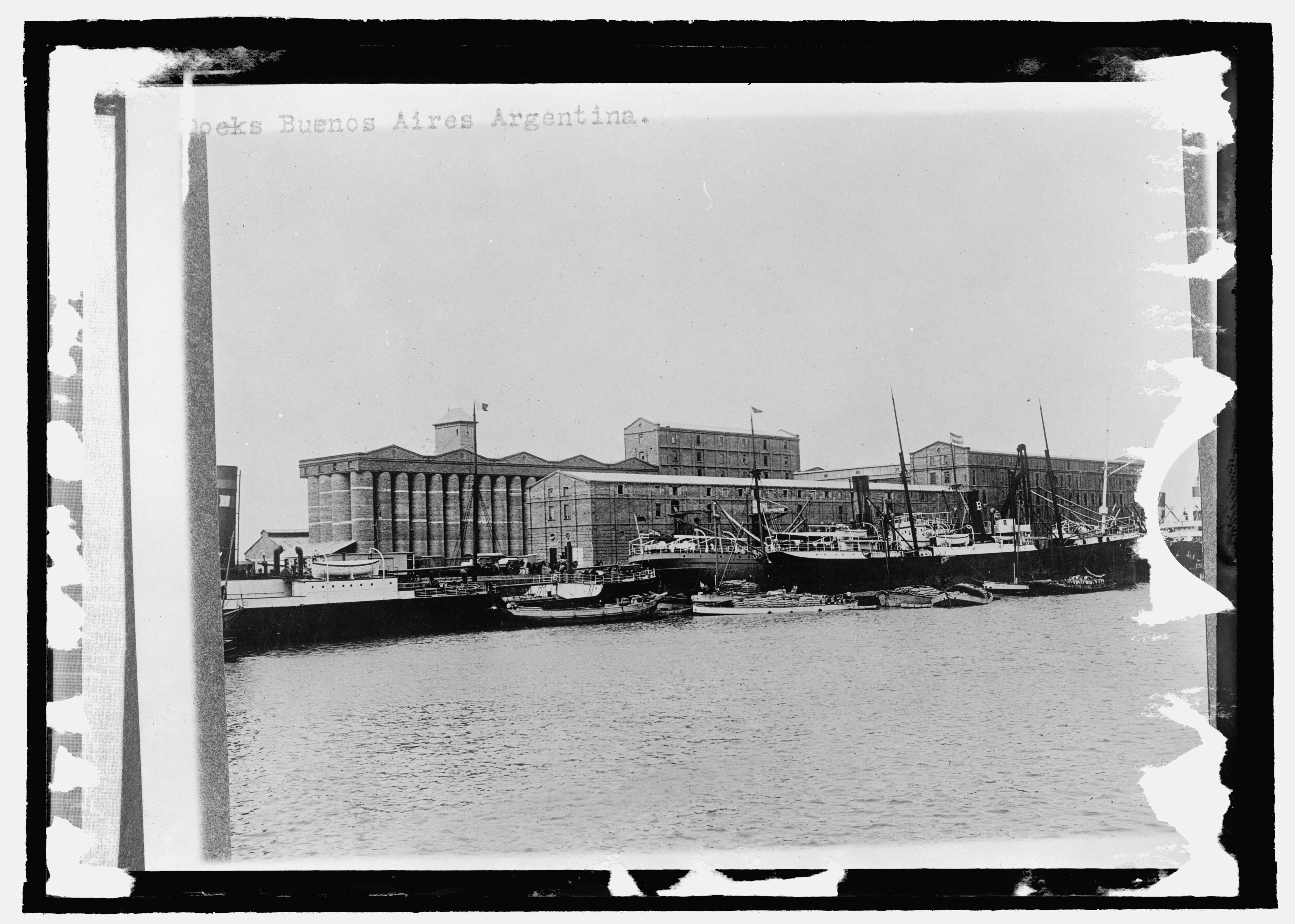
Doca de Buenos Aires, 1915. O sistema de docas e ferrovias financiado pelos britânicos criou um setor agroexportador dinâmico, que permanece como pilar econômico.

Em 1870, durante a presidência de Domingo Faustino Sarmiento, a dívida total atingiu 48 milhões de pesos-ouro, quase dobrando no ano seguinte. Avellaneda tornou-se presidente após vencer a eleição presidencial de 1874 [es]. A coalizão que apoiou sua candidatura formou o Partido Autonomista Nacional, o primeiro partido nacional da Argentina; todos os presidentes até 1916 pertenceriam a esse partido. Avellaneda tomou medidas rigorosas para controlar a dívida. Em 1876, a conversibilidade foi suspensa. A inflação atingiu quase 20% no ano seguinte, mas a relação dívida/PIB caiu drasticamente. A administração de Avellaneda foi a primeira a equilibrar as contas fiscais desde meados da década de 1850. Avellaneda passou a seu sucessor, Julio Argentino Roca, um ambiente econômico muito mais controlado.

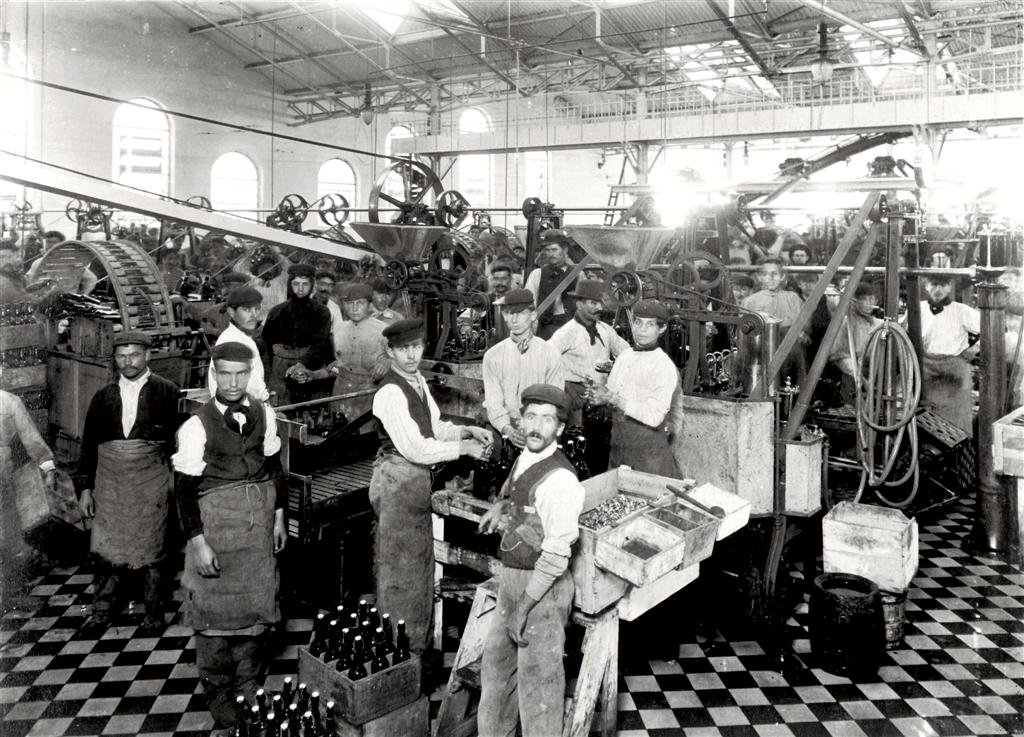
Cervejaria Quilmes em 1910.

Em 1881, uma reforma monetária introduziu um padrão bimetálico, que entrou em vigor em julho de 1883. Diferentemente de muitos padrões de metais preciosos, o sistema era altamente descentralizado: não havia uma autoridade monetária nacional, e o controle da conversibilidade ficava a cargo de cinco bancos emissores. O período de conversibilidade durou apenas 17 meses: a partir de dezembro de 1884, os bancos emissores recusaram-se a trocar ouro por notas a paridade. A suspensão da conversibilidade foi logo aceita pelo governo, que, sem poder institucional sobre o sistema monetário, pouco podia fazer para impedi-la.
A rentabilidade do setor agrícola atraiu capital estrangeiro para ferrovias e indústrias. Os investimentos britânicos passaram de pouco mais de £20 milhões em 1880 para £157 milhões em 1890. Durante a década de 1880, os investimentos começaram a se diversificar, com capital vindo de países como França, Alemanha e Bélgica, embora os investimentos britânicos ainda representassem dois terços do total de capital estrangeiro. Em 1890, a Argentina era o principal destino dos investimentos britânicos na América Latina, posição que manteve até a Primeira Guerra Mundial. Naquela época, o país absorvia entre 40% e 50% de todo o investimento britânico fora do Reino Unido. Apesar da dependência do mercado britânico, a Argentina alcançou uma taxa anual de crescimento das exportações de 6,7% entre 1870 e 1890, resultado de uma diversificação geográfica e de produtos bem-sucedida.
A primeira ferrovia argentina, com 10 km, foi construída em 1854. Até 1885, um total de 2 700 mi (4 350 km) de ferrovias estava em operação. As novas ferrovias transportavam gado das vastas pampas para Buenos Aires, onde era abatido e processado em frigoríficos, majoritariamente ingleses, e depois exportado para o mundo. Alguns analistas da época criticaram o viés exportador da configuração da rede ferroviária, opondo-se ao "monopólio" das companhias britânicas privadas por motivos nacionalistas. Outros argumentaram posteriormente que o traçado inicial do sistema foi amplamente moldado por interesses domésticos e não estava estritamente focado no porto de Buenos Aires.
A escassez de mão de obra e a abundância de terras geraram uma alta produtividade marginal do trabalho [en]. Imigrantes europeus [es], principalmente italianos, espanhóis [en], franceses [es] e alemães, atraídos pelos altos salários, chegaram em grande número. O governo subsidiou a imigração europeia por um curto período no final da década de 1880, mas os imigrantes continuaram chegando em massa mesmo sem subsídios.

### Crise da Baring até a Primeira Guerra Mundial

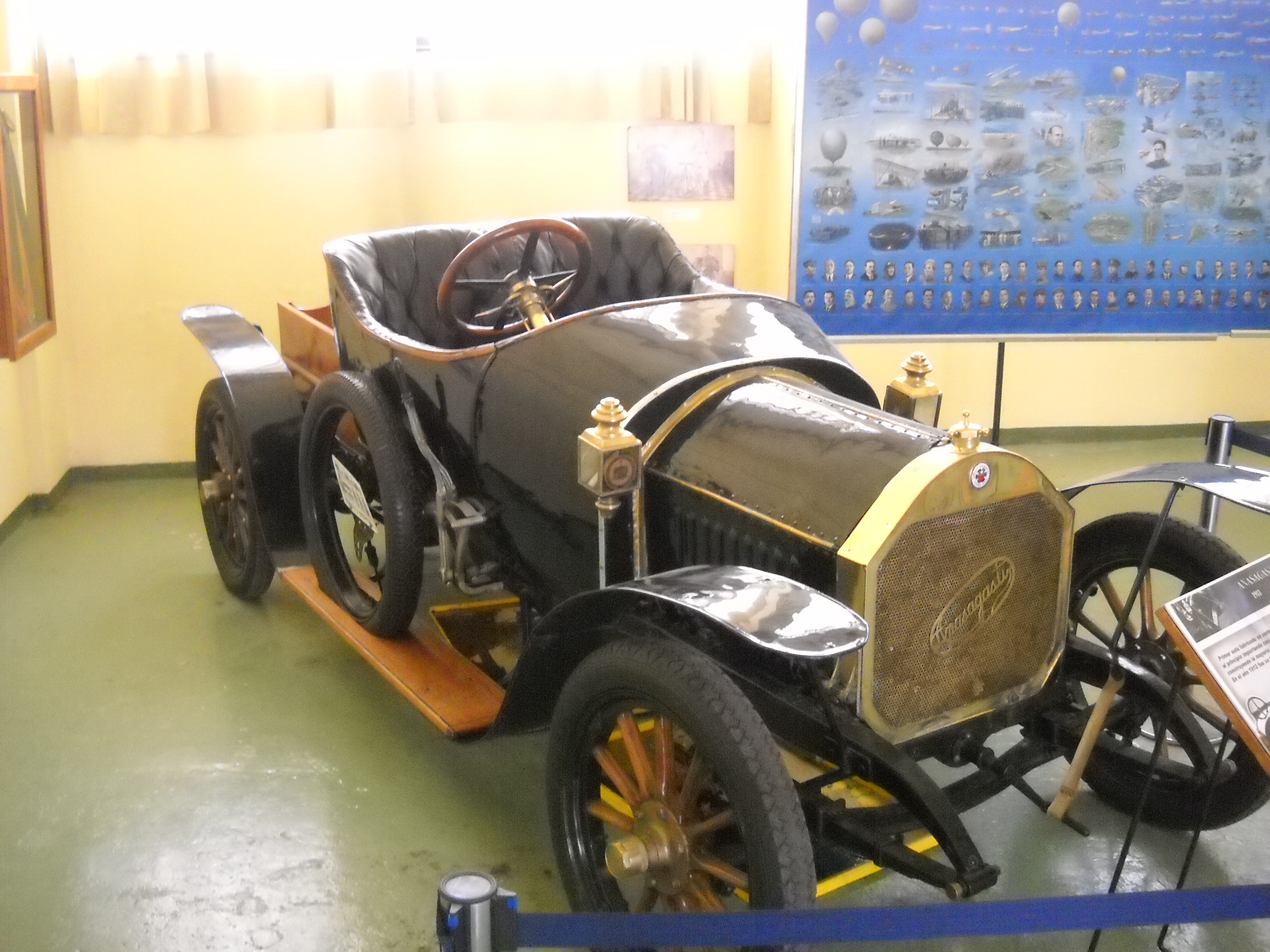
Lançado em 1912, o en foi o primeiro carro projetado e fabricado na Argentina, chegando a exportar alguns modelos para a Europa.

A administração de Juárez Celman registrou um aumento significativo na relação dívida/PIB no final de seu mandato e uma crescente fragilidade fiscal. O banco mercantil Baring Brothers tinha uma relação estreita e lucrativa com a Argentina, mas, quando o governo de Celman não conseguiu honrar seus pagamentos à Casa Baring, desencadeou-se uma crise financeira. A Argentina entrou em default e enfrentou corridas bancárias, enquanto os Baring Brothers enfrentaram a falência. A crise foi causada pela falta de coordenação entre a política monetária e a política fiscal, que levou ao colapso do sistema bancário. A crise financeira de 1890 acabou com os recursos do governo para o programa de subsídios à imigração, que foi abolido em 1891. Os empréstimos à Argentina foram severamente restringidos, e as importações tiveram de ser drasticamente reduzidas. As exportações foram menos afetadas, mas o valor das exportações argentinas só superou o pico de 1889 em 1898.
O sucessor de Celman, Carlos Pellegrini, lançou as bases para a recuperação da estabilidade e do crescimento após a restauração da conversibilidade em 1899. Ele também reformou o setor bancário, promovendo estabilidade a médio prazo. As taxas de crescimento voltaram rapidamente: entre 1903 e 1913, o PIB cresceu a uma taxa anual de 7,7%, e a indústria cresceu ainda mais rápido, com 9,6%. Em 1906, a Argentina liquidou os últimos resquícios do default de 1890, e, um ano depois, o país voltou aos mercados internacionais de títulos.
Entre 1853 e a década de 1930, a instabilidade fiscal foi um fenômeno transitório. As depressões de 1873–77 e 1890–91 desempenharam um papel crucial no fomento da indústria: timidamente na década de 1870 e de forma mais decisiva na década de 1890, a indústria cresceu em resposta à necessidade de uma economia prejudicada melhorar seu balanço comercial por meio da substituição de importações. Em 1914, cerca de 15% da força de trabalho argentina estava envolvida na manufatura, em comparação com 20% em atividades comerciais. Em 1913, a renda per capita do país estava equiparável à da França e Alemanha, e muito à frente da Itália e da Espanha. No final de 1913, a Argentina possuía uma reserva de ouro de £59 milhões, equivalente a 3,7% do ouro monetário mundial, enquanto representava 1,2% da produção econômica global.

## Período entre guerras

### 1914–1929

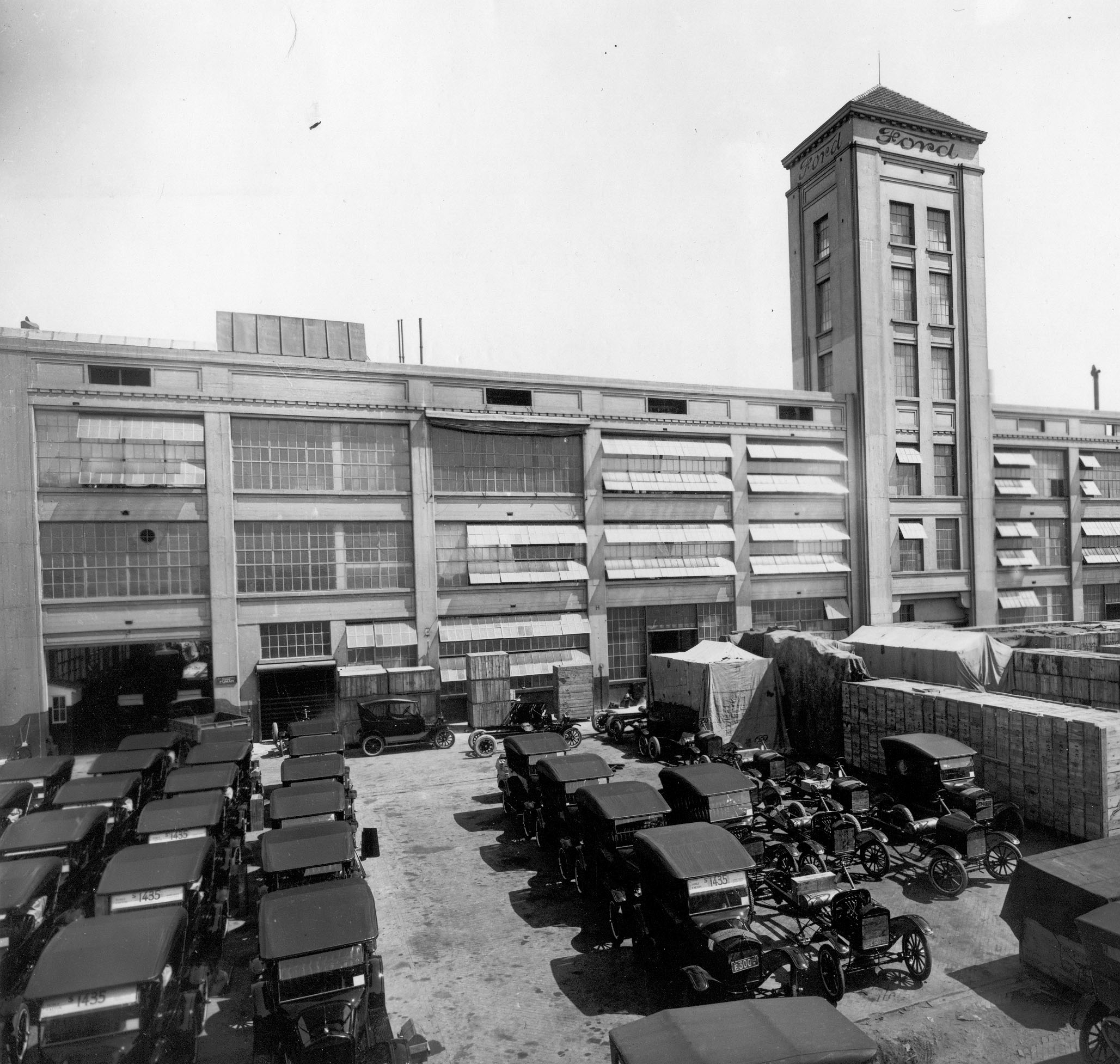
Em 1922, a Ford Motor Company abriu sua fábrica de montagem na Argentina, a terceira fora dos Estados Unidos, após as do Reino Unido e Canadá. Até 1925, vendeu 100.000 unidades do icônico modelo Ford T.

A Argentina, como muitos outros países, entrou em recessão após o início da Primeira Guerra Mundial, com a queda dos fluxos internacionais de bens, capital e mão de obra. O investimento estrangeiro no país paralisou completamente e nunca se recuperou plenamente. A Grã-Bretanha, altamente endividada com os Estados Unidos durante a guerra, nunca mais exportou capital na mesma escala. Após a abertura do Canal do Panamá em 1914, a Argentina e outras economias do Cone Sul declinaram, pois os investidores voltaram sua atenção para a Ásia e o Caribe. Os Estados Unidos, que emergiram da guerra como uma superpotência política e financeira, viam a Argentina (e, em menor grau, o Brasil) como um potencial rival nos mercados globais. Nem a Bolsa de Comércio de Buenos Aires nem os bancos domésticos privados se desenvolveram rapidamente o suficiente para substituir o capital britânico.
Como consequência, os fundos disponíveis para investimento concentraram-se em uma única instituição, o Banco de la Nación Argentina (BNA), criando um sistema financeiro vulnerável à busca de renda (rent-seeking). O redesconto e os empréstimos inadimplentes [en] cresceram constantemente no BNA após 1914, comprometendo seu balanço patrimonial. Essa deterioração resultou de empréstimos crônicos a outros bancos e ao setor privado. Nas ações de redesconto, o BNA não atuava puramente como emprestador de última instância [en], seguindo o princípio de Walter Bagehot de emprestar livremente a uma taxa penal. Em vez disso, o banco estatal permitia que os bancos privados transferissem seus riscos, usando dívida incobrável [en] como garantia, e emprestava a uma taxa de 4,5%, inferior à oferecida aos clientes em depósitos a prazo.
Apesar disso, a Argentina teve taxas de crescimento relativamente saudáveis durante a década de 1920, menos afetada pelo colapso global dos preços de commodities. Por exemplo, na década de 1920, a posse de automóveis per capita na Argentina era a mais alta do Hemisfério Sul, tornando-se a quarta maior do mundo.
Apesar de todo o sucesso, na década de 1920, a Argentina não era um país industrializado pelos padrões da Grã-Bretanha, Alemanha ou Estados Unidos. Na estrutura de sua economia e seu papel como exportadora de commodities, foi comparada ao Canadá e à Austrália nesse período, no contexto da Teoria do Produto Básico. Um grande obstáculo à industrialização completa era a falta de fontes de energia, como carvão ou hidrelétricas. Experimentos com petróleo, descoberto em 1907, tiveram resultados insatisfatórios. A Yacimientos Petrolíferos Fiscales, primeira empresa estatal de petróleo da América Latina, foi fundada em 1922 como uma empresa pública responsável por 51% da produção de petróleo; os 49% restantes estavam em mãos privadas.
As exportações de carne bovina congelada, especialmente para a Grã-Bretanha, tornaram-se altamente lucrativas após a invenção de navios refrigerados na década de 1870. No entanto, a Grã-Bretanha impôs novas restrições às importações de carne no final da década de 1920, reduzindo drasticamente as importações de carne argentina. Os pecuaristas responderam mudando da pecuária para a produção agrícola, mas isso causou danos duradouros à economia argentina.

### Grande Depressão

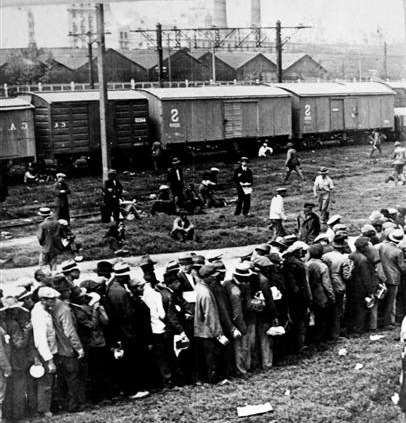
Homens desempregados na "Villa Desocupación" em Retiro, 1930.

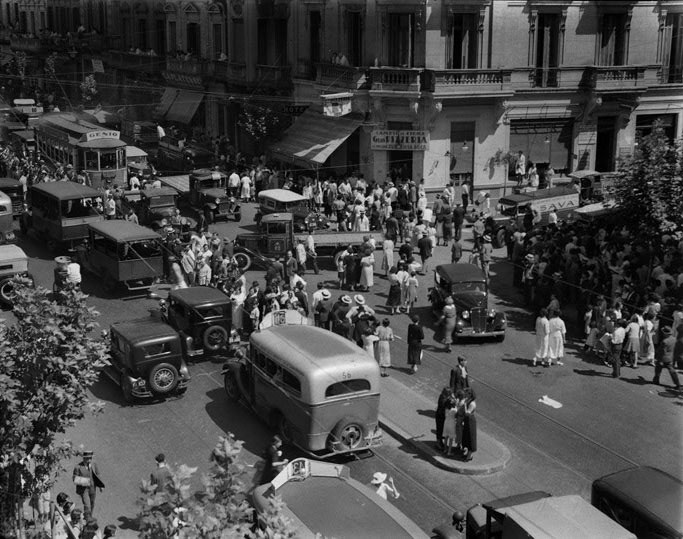
Congestionamento causado por uma manifestação, Buenos Aires, 1936. Foto de en.

A Grande Depressão teve um efeito relativamente leve na Argentina: a taxa de desemprego nunca ultrapassou 10%, e o país se recuperou amplamente até 1935. No entanto, a Depressão interrompeu permanentemente sua expansão econômica. Na verdade, como outros exportadores agrícolas, a economia já estava em declínio a partir de 1927, devido à queda dos preços.
A Argentina abandonou o padrão ouro em dezembro de 1929, antes da maioria dos países. Durante grande parte do período anterior, o país operava um conselho monetário, no qual a caja de conversión era responsável por manter o valor do peso em ouro. A desvalorização do peso aumentou a competitividade das exportações e protegeu a produção doméstica. O valor das exportações argentinas caiu de US$1,537 bilhão em 1929 para US$561 milhões em 1932, mas essa não foi a maior queda na região.
Em resposta à Grande Depressão, sucessivos governos adotaram uma estratégia para transformar a Argentina em um país autossuficiente tanto na indústria quanto na agricultura. A estratégia de crescimento baseava-se na substituição de importações, com aumento de tarifas e cotas para bens finais. O processo de substituição de importações já vinha sendo adotado gradualmente desde o final do século XIX, mas a Grande Depressão intensificou-o. O incentivo governamental ao crescimento industrial desviou investimentos da agricultura, e a produção agrícola caiu drasticamente.
Em 1930, as forças armadas derrubaram os radicais do poder, melhorando as condições econômicas, mas a turbulência política se intensificou. Em 1932, a Argentina passou a exigir que imigrantes tivessem um contrato de trabalho antes da chegada ou prova de meios financeiros de subsistência. O Tratado Roca-Runciman [es] de 1933 garantiu à Argentina uma cota no mercado britânico para exportações de produtos primários, mas as tarifas imperiais britânicas discriminatórias e os efeitos da deflação na Grã-Bretanha levaram a uma ligeira queda nas exportações argentinas para o Reino Unido.
O desemprego causado pela Grande Depressão gerou agitação social. O crescimento industrial dos anos 1930 desacelerou gradualmente. As condições econômicas da década contribuíram para a migração interna do interior e de cidades menores para as grandes cidades, especialmente Buenos Aires, onde havia mais oportunidades de emprego. As classes trabalhadoras urbanas lideraram várias revoltas mal-sucedidas antes das eleições presidenciais de 1937 [es]. A agricultura de exportação estagnou com o início da Segunda Guerra Mundial e permaneceu lenta.
Em 1940, o Ministro das Finanças, Federico Pinedo, propôs um plano econômico para buscar laços mais estreitos com os Estados Unidos e promover exportações industriais como motor de crescimento, em substituição às exportações agrícolas em declínio. No entanto, o plano nunca foi totalmente implementado devido à falta de consenso político, agravada pela doença e renúncia do presidente Ortiz e pela turbulência política daqueles anos. Alguns historiadores econômicos lamentam a falta de continuidade desse plano e o foco subsequente no mercado interno como um erro crítico. Ainda assim, as exportações industriais cresceram durante esse período, com produtos manufaturados não tradicionais passando de 2,9% das exportações totais em 1939 para 19,4% em 1943.

## Era da industrialização por substituição de importações

### Primeiro período peronista: Nacionalização

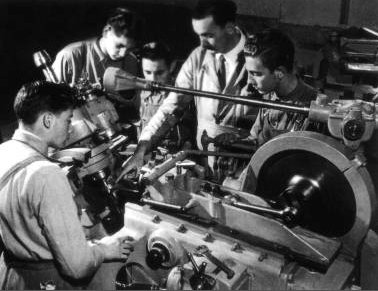
Uma escola técnica em 1945.

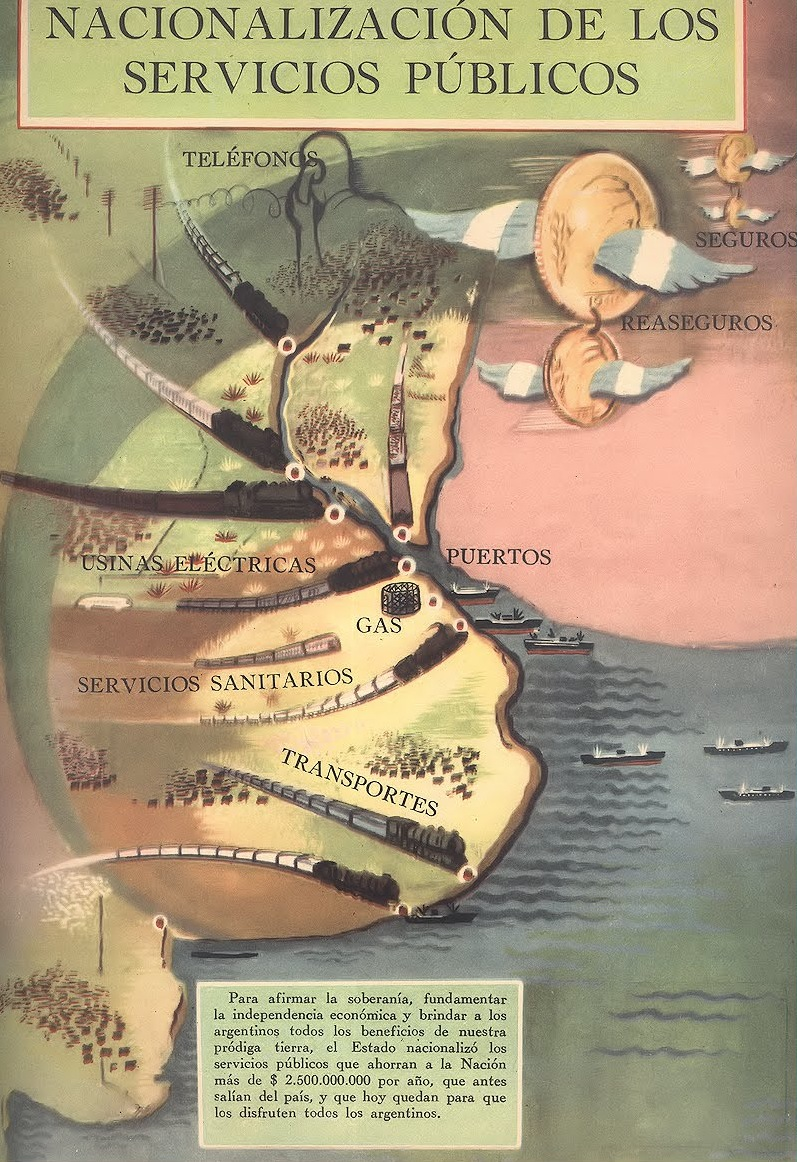
Cartaz de propaganda do primeiro es (1946–1951), promovendo a nacionalização de serviços públicos.

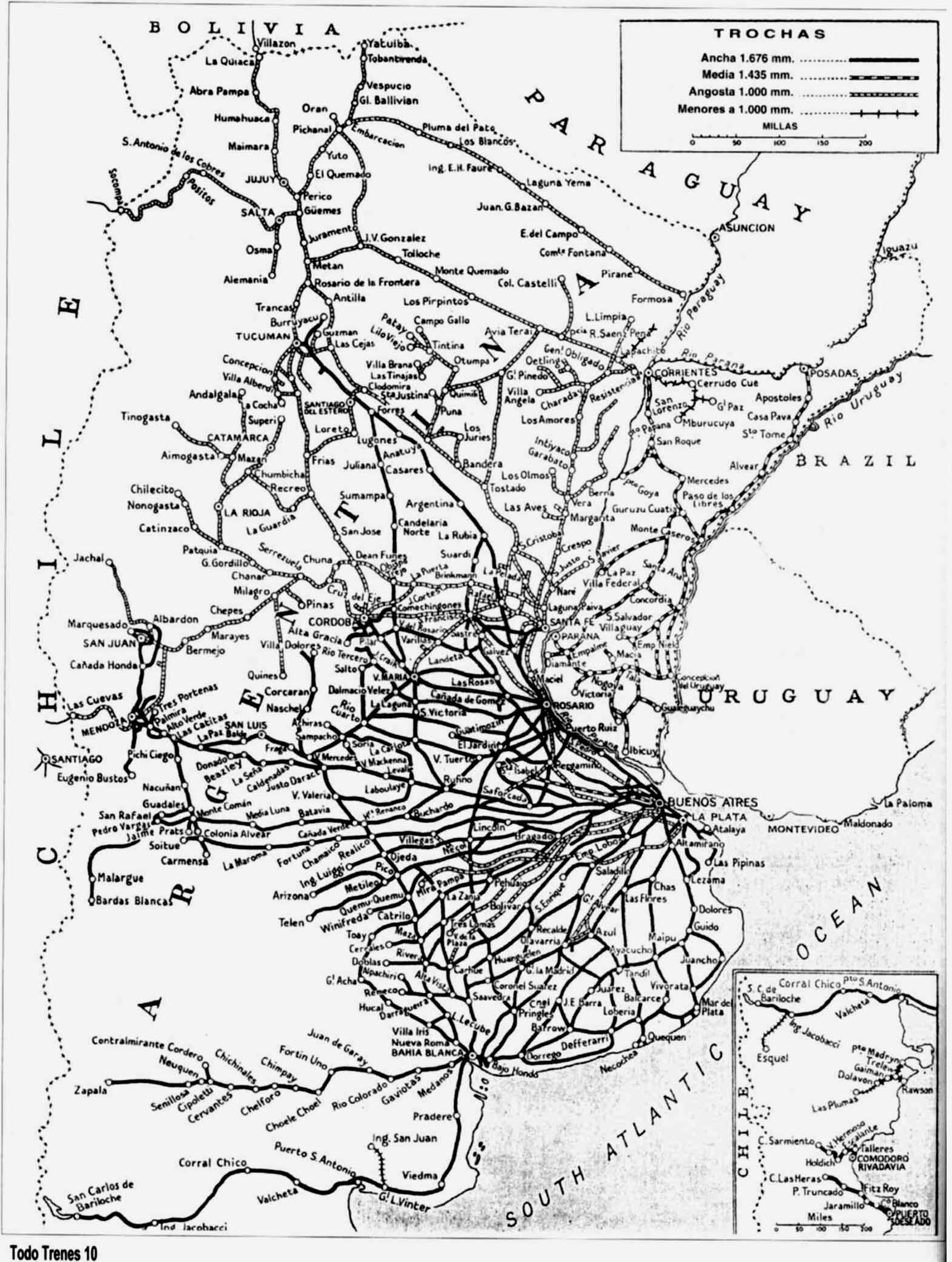
A rede ferroviária argentina em sua extensão máxima, durante a década de 1950. Construída majoritariamente por capital privado, foi nacionalizada em etapas entre 1946 e 1948, em acordo com as empresas envolvidas. Em seu auge, era a oitava maior rede ferroviária do mundo.

Após o golpe de 1943, Juan Perón tornou-se Ministro do Trabalho. Campanhando entre os trabalhadores com promessas de terras, salários mais altos e seguridade social, ele venceu as eleições presidenciais de 1946 [es] de forma decisiva. Sob Perón, o número de trabalhadores sindicalizados aumentou, e ele ajudou a estabelecer a poderosa Confederação Geral do Trabalho. Perón transformou a Argentina em um país corporativista, no qual grupos de interesse organizados e poderosos negociavam por posições e recursos. Durante esses anos, a Argentina desenvolveu a maior classe média do continente sul-americano.
O início do peronismo foi marcado por choques macroeconômicos, durante os quais a estratégia de industrialização por substituição de importações foi implementada. O comércio bilateral [es], o controle de câmbio [en] e múltiplas taxas de câmbio foram suas características mais marcantes. A partir de 1947, Perón adotou uma guinada à esquerda após romper com o movimento de "nacionalismo católico", levando a um controle estatal gradual da economia, refletido no aumento de propriedades estatais, intervencionismo (incluindo controle de aluguéis e preços) e maiores níveis de investimento público, financiados principalmente pelo imposto inflacionário. A política macroeconômica expansionista, voltada para a redistribuição de riqueza e o aumento dos gastos para financiar políticas populistas, gerou inflação.
As reservas acumuladas durante a guerra permitiram ao governo peronista quitar totalmente a dívida externa em 1952; ao final do ano, a Argentina tornou-se credora líquida em US$5 bilhões. Entre 1946 e 1948, as ferrovias de propriedade francesa e britânica foram nacionalizadas, e a rede existente foi expandida, alcançando 120.000 quilômetros até 1954. O governo também criou o IAPI para controlar o comércio exterior de commodities de exportação. Perón estabeleceu um sistema de quase total protecionismo contra importações, isolando amplamente a Argentina do mercado internacional. Em 1947, ele anunciou seu primeiro Plano Quinquenal [es], baseado no crescimento de indústrias nacionalizadas. O protecionismo criou uma indústria voltada para o mercado interno, com altos custos de produção e incapaz de competir internacionalmente. Ao mesmo tempo, a produção de carne bovina e grãos, principais produtos de exportação, estagnou. O IAPI passou a pagar menos aos produtores e, quando os preços mundiais de grãos caíram no final da década de 1940, isso sufocou a produção agrícola, as exportações e o sentimento empresarial em geral. Apesar dessas limitações, o protecionismo e os créditos governamentais permitiram um crescimento exponencial do mercado interno: as vendas de rádios aumentaram 600% e as de geladeiras cresceram 218%, entre outros.
Durante o primeiro Plano Quinquenal, diversas obras públicas e programas foram executados para modernizar a infraestrutura do país. Por exemplo, foram construídas 22 usinas hidrelétricas, aumentando a capacidade elétrica de 45.000 kVA em 1943 para 350.000 kVA em 1952. Entre 1947 e 1949, uma rede de gasodutos ligando Comodoro Rivadavia a Buenos Aires foi construída, com a distribuição de gás alcançando 15 milhões de m³, reduzindo os custos em um terço.
Nesse período, a economia argentina continuou a crescer, em média, mas mais lentamente que o mundo como um todo ou seus vizinhos, Brasil e Chile. Uma causa sugerida é a multiplicidade de regulamentações frequentemente alteradas, algumas com detalhes incomuns (como um decreto de 1947 que fixava preços e cardápios de restaurantes), que inibiam a atividade econômica. O efeito de longo prazo foi criar um desrespeito generalizado pela lei, que os argentinos passaram a ver como um obstáculo para ganhar a vida, em vez de uma ferramenta para garantir direitos legítimos de propriedade. A combinação de protecionismo industrial, redistribuição de renda do setor agrário para o industrial e crescente intervenção estatal na economia desencadeou um processo inflacionário. Em 1950, o PIB per capita da Argentina caiu para menos da metade do dos Estados Unidos.
O segundo Plano Quinquenal de Perón, em 1952, priorizou o aumento da produção agrícola em detrimento da industrialização, mas o crescimento industrial e os altos salários dos anos anteriores expandiram a demanda interna por bens agrícolas. Durante a década de 1950, a produção de carne bovina e grãos caiu, prejudicando a economia. A mudança de política para a produção agrícola criou uma disparidade na distribuição de renda, pois a maioria dos trabalhadores agrícolas operava em pequenos lotes, enquanto a maior parte das terras pertencia a grandes propriedades. A Argentina assinou acordos comerciais com a Grã-Bretanha, a União Soviética e o Chile, abrindo ligeiramente o mercado ao comércio internacional, enquanto o segundo plano econômico de Perón buscava capitalizar a vantagem comparativa do país na agricultura.

### Pós-Perón e a década de 1960

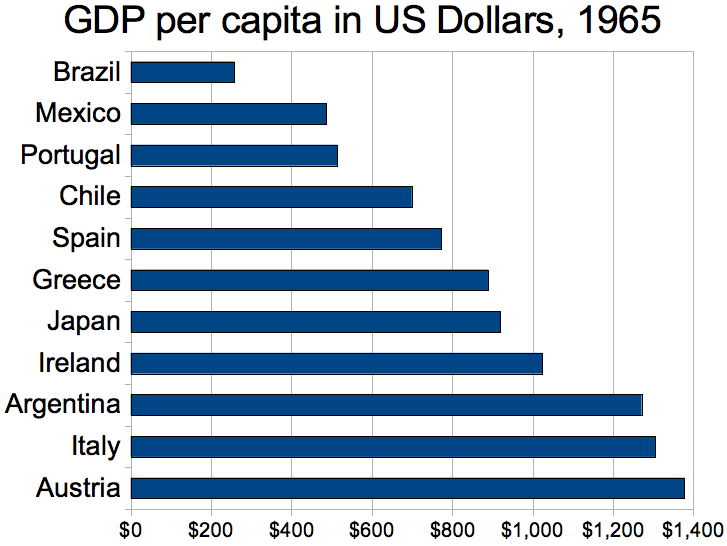
Em termos de PIB per capita, a Argentina permaneceu bem acima de seus vizinhos até 1965.

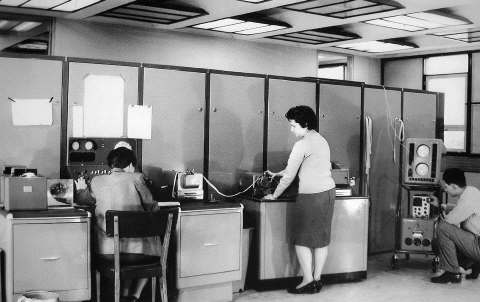
Em 1961, um es II chamado "Clementina" tornou-se um dos primeiros computadores em uso na Argentina.

Nas décadas de 1950 e parte da de 1960, o país apresentou uma taxa de crescimento lenta, alinhada à maioria dos países latino-americanos, enquanto grande parte do mundo desfrutava de uma era dourada. A estagnação predominou nesse período, e a economia frequentemente se contraía, principalmente devido a conflitos sindicais.
O crescimento salarial iniciado em 1950 elevou os preços. A inflação aumentou mais rapidamente, e os salários reais caíram. A alta inflação levou a um plano de estabilização que incluiu uma política monetária mais restritiva, cortes nos gastos públicos e aumentos em impostos e preços de serviços públicos. A crescente preocupação econômica ao longo da década de 1950 foi uma das principais causas da queda de Perón na Revolução Libertadora de 1955, pois as classes trabalhadoras viram sua qualidade de vida diminuir, retirando de Perón grande parte de seu apoio popular.
Arturo Frondizi venceu as eleições presidenciais de 1958 [es] por ampla margem. No mesmo ano, anunciou o início da "batalha do petróleo [es]": uma nova tentativa de substituição de importações para alcançar a autossuficiência na produção de petróleo, assinando contratos com empresas estrangeiras para exploração e extração de petróleo. Em 1960, a Argentina ingressou na Associação Latino-Americana de Livre Comércio.
Outro golpe, em junho de 1966, conhecido como Revolução Argentina, levou Juan Carlos Onganía ao poder. Onganía nomeou Adalbert Krieger Vasena [es] para chefiar o Ministério da Economia. Sua estratégia implicava um papel ativo do setor público na orientação do crescimento econômico, com controle estatal sobre a oferta de dinheiro, salários, preços e crédito bancário ao setor privado.

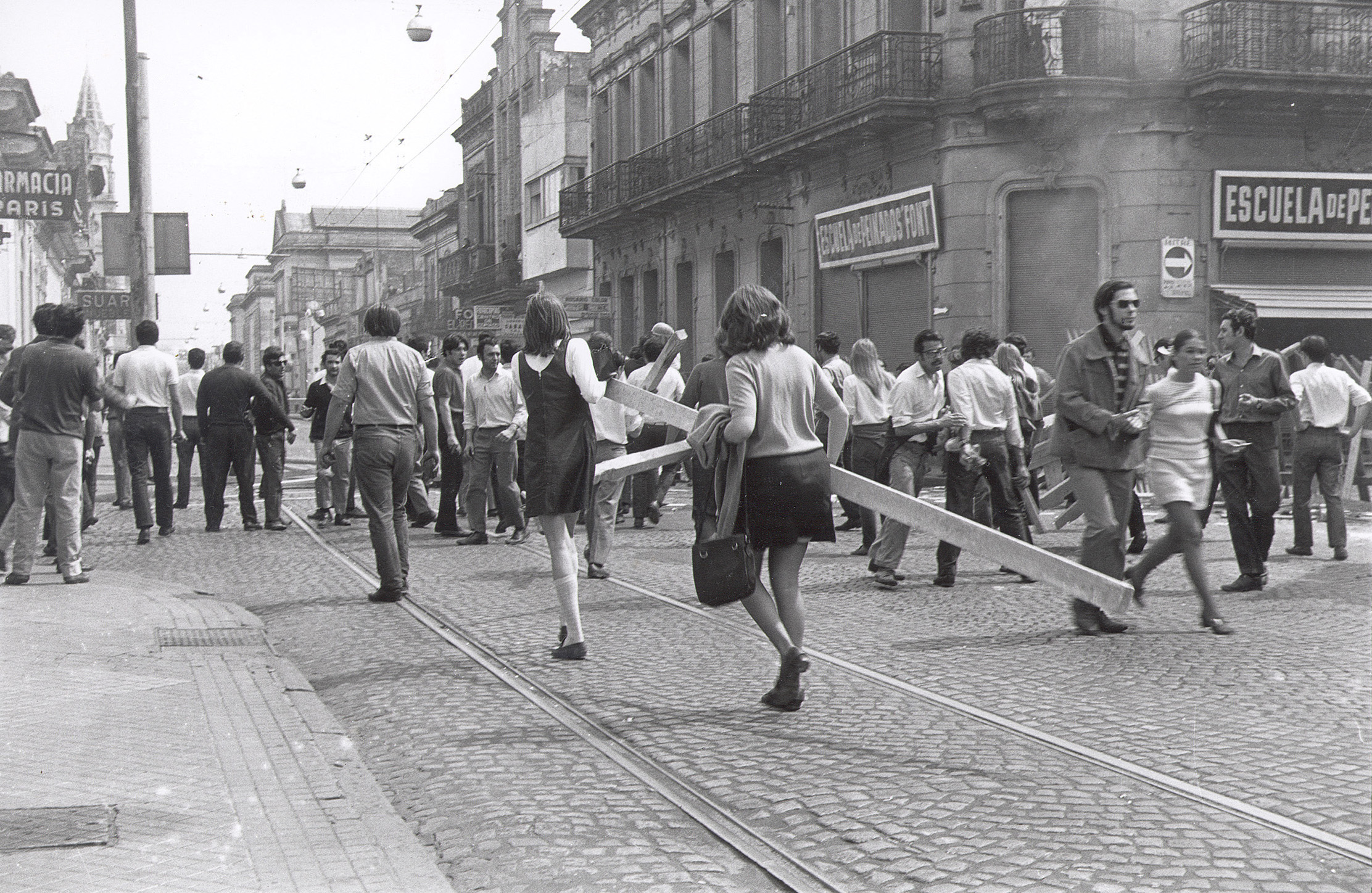
O Rosariazo em 1969. A piora da economia e o início da ditadura levaram a ondas de protestos, greves e tumultos.

A gestão de Krieger testemunhou maior concentração e centralização de capital, juntamente com a privatização de setores importantes da economia. A comunidade financeira internacional ofereceu forte apoio a esse programa, e o crescimento econômico continuou. O PIB expandiu a uma taxa média anual de 5,2% entre 1966 e 1970, em comparação com 3,2% na década de 1950.
Após 1966, em uma ruptura radical com políticas anteriores, o Ministério da Economia anunciou um programa para reduzir a inflação, promovendo competição, eficiência e investimento estrangeiro. O programa anti-inflação focava no controle de salários e vencimentos nominais. A inflação caiu drasticamente, de uma taxa anual de cerca de 30% em 1965–67 para 7,6% em 1969. O desemprego permaneceu baixo, mas os salários reais caíram.
Uma reversão gradual na política comercial culminou com os militares declarando a substituição de importações um experimento fracassado, eliminando barreiras protecionistas e abrindo a economia ao mercado mundial. Essa nova política impulsionou algumas exportações, mas uma moeda supervalorizada tornou certas importações tão baratas que a indústria local declinou, e muitas exportações perderam competitividade. O Ministério da Economia encerrou a política de taxas de câmbio dos governos anteriores. A moeda sofreu uma desvalorização de 30%. Em 1970, o "peso moneda nacional" (uma das moedas mais duradouras da região) foi substituído pelo "peso ley" (na proporção de 100 para 1).
Em maio de 1969, o descontentamento com as políticas econômicas de Krieger levou a tumultos nas cidades de Corrientes, Rosario e Córdoba. Krieger foi removido, mas a administração Onganía não conseguiu chegar a um consenso sobre uma política econômica alternativa. Em 1970, as autoridades não conseguiram mais manter os controles salariais, levando a uma espiral de preços e salários [en]. À medida que a economia começou a enfraquecer e a industrialização por substituição de importações perdeu fôlego, a migração urbana desacelerou. A renda per capita caiu, assim como o padrão de vida. O terceiro mandato de Perón foi marcado por uma política monetária expansionista, que resultou em um aumento descontrolado da inflação.

## Desindustrialização (1975–2002)

### Estagnação (1975–1990)

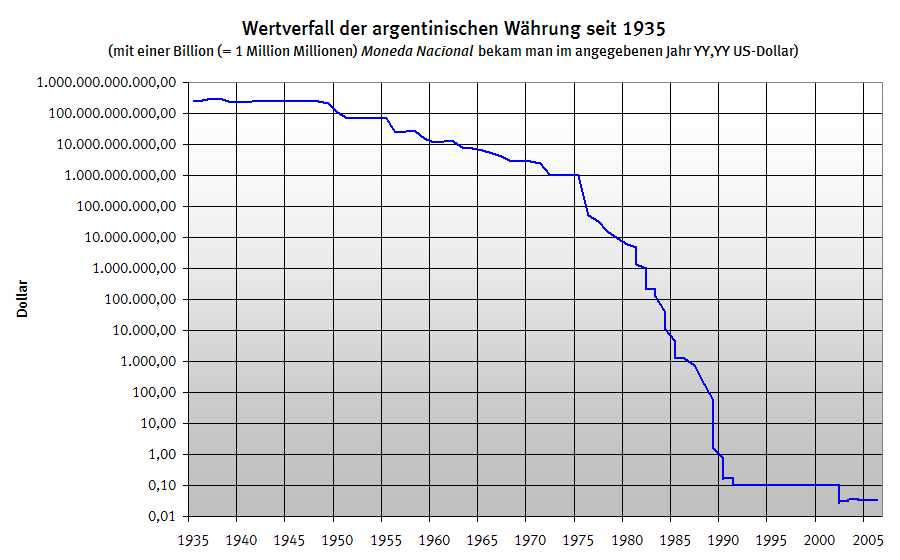
A partir do es em 1975, a inflação acelerou drasticamente, levando a várias es da moeda argentina.

Entre 1975 e 1990, a renda per capita real caiu mais de 20%, eliminando quase três décadas de desenvolvimento econômico. A indústria manufatureira, que experimentara crescimento contínuo até meados da década de 1970, entrou em um processo de declínio constante. A extrema dependência de apoio estatal para as muitas indústrias protegidas exacerbou a queda acentuada da produção industrial. A participação da manufatura no PIB no início da década de 1990 recuou a níveis semelhantes aos da década de 1940.
No início da década de 1970, a renda per capita na Argentina era duas vezes maior que a do México e mais de três vezes superior à do Chile e do Brasil. Em 1990, a diferença de renda entre a Argentina e outros países latino-americanos era muito menor. A partir do Rodrigazo [es] em 1975, a inflação acelerou drasticamente, atingindo uma média superior a 300% ao ano de 1975 a 1991, aumentando os preços 20 bilhões de vezes.
Quando o ministro das Finanças da ditadura militar, José Alfredo Martínez de Hoz [es], assumiu o poder, a inflação equivalia a uma taxa anual de 5.000%, e a produção havia declinado acentuadamente. Em 1976, a era da substituição de importações foi encerrada, e o governo reduziu barreiras às importações, liberalizou restrições ao endividamento externo e apoiou o peso contra moedas estrangeiras. Isso expôs a incapacidade das empresas domésticas de competir com importações estrangeiras devido à moeda supervalorizada e problemas estruturais de longo prazo. Uma reforma financeira foi implementada com o objetivo de liberalizar os mercados de capitais e integrar a Argentina ao mercado global de capitais.
Após os anos relativamente estáveis de 1976 a 1978, os déficits fiscais voltaram a crescer, e a dívida externa triplicou em três anos. O aumento do peso da dívida interrompeu o desenvolvimento industrial e a mobilidade social ascendente. A partir de 1978, a taxa de depreciação cambial foi fixada com uma tablita, um crawling peg ativo baseado em um cronograma que anunciava uma depreciação gradualmente decrescente. Os anúncios eram repetidos continuamente para criar um ambiente em que os agentes econômicos percebessem o compromisso do governo com a desinflação. A inflação caiu gradualmente ao longo de 1980 para menos de 100%. Em 1978 e 1979, a taxa de câmbio real apreciou porque a inflação superava consistentemente a taxa de depreciação. A supervalorização acabou levando à fuga de capitais e a um colapso financeiro.
O aumento dos gastos governamentais, grandes aumentos salariais e a produção ineficiente geraram uma inflação crônica [en] que cresceu ao longo da década de 1980, quando brevemente ultrapassou uma taxa anual de 1.000%. Sucessivos regimes tentaram controlar a inflação com controles de preços e salários, cortes nos gastos públicos e restrição da oferta monetária. Os esforços para conter os problemas foram frustrados quando, em 1982, a Argentina entrou em conflito armado com o Reino Unido pelas Ilhas Malvinas.

Linha do tempo das exportações argentinas de 1975 a 1989.

Em agosto de 1982, após o México anunciar sua incapacidade de pagar sua dívida [en], a Argentina buscou assistência financeira do Fundo Monetário Internacional (FMI), pois também enfrentava sérias dificuldades. Embora as perspectivas parecessem positivas por um tempo, uma equipe do FMI que visitou Buenos Aires em agosto de 1983 identificou vários problemas, especialmente a perda de controle sobre os salários, afetando tanto o orçamento quanto a competitividade externa, e o programa fracassou. Com o peso perdendo valor rapidamente devido à inflação, o novo peso argentino foi introduzido em 1983, com 10.000 pesos antigos trocados por cada novo peso.
Em dezembro de 1983, Raúl Alfonsín foi eleito presidente da Argentina, encerrando a ditadura militar. Sob Alfonsín, começaram negociações para um novo programa com o FMI, mas não resultaram em nada. Em março de 1984, Brasil, Colômbia, México e Venezuela emprestaram à Argentina US$300 milhões por três meses, seguidos por um montante semelhante dos Estados Unidos. Isso proporcionou algum alívio, pois foi apenas em setembro de 1984 que um acordo foi alcançado entre o FMI e a Argentina.
Em 1985, o austral substituiu o peso desvalorizado. Em 1986, a Argentina deixou de pagar a dívida por vários meses, e a dívida foi renegociada com os bancos credores. Em 1986 e 1987, o Plano Austral perdeu força, pois a política fiscal foi minada por grandes gastos fora do orçamento e uma política monetária frouxa, novamente descumprindo um programa do FMI. Um novo acordo com o FMI foi alcançado em julho de 1987, mas entrou em colapso em março de 1988.
A próxima medida das autoridades foi lançar o Plano Primavera em agosto de 1988, um pacote de medidas economicamente heterodoxas que previa pouco ajuste fiscal. O FMI recusou-se a retomar os empréstimos à Argentina. Seis meses após sua introdução, o plano entrou em colapso, levando à hiperinflação [es] e aos distúrbios de 1989 [es].

### Plano de Conversibilidade (1991–2002)

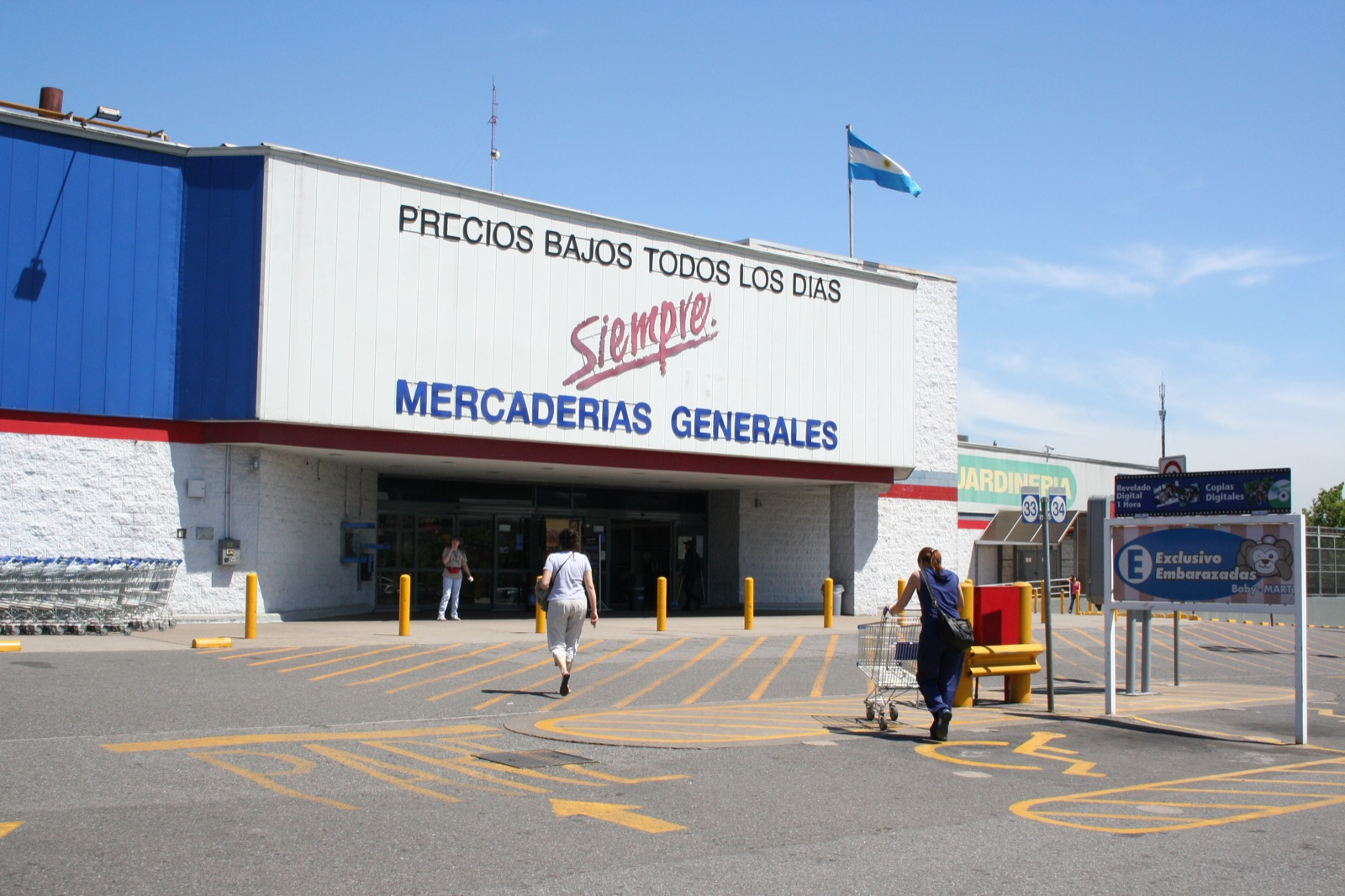
Varejistas multinacionais como Walmart e Carrefour abriram hipermercados em todas as principais cidades argentinas no início da década de 1990.

O peronista Carlos Menem foi eleito presidente em maio de 1989. Ele anunciou imediatamente um novo programa de choque, desta vez com maior ajuste fiscal, considerando um déficit governamental de 16% do PIB. Em novembro de 1989, um novo acordo de espera foi alcançado com o FMI, mas novamente foi interrompido prematuramente, seguido por outra onda de hiperinflação, que atingiu 12.000% ao ano.
Após o colapso das empresas públicas no final da década de 1980, a privatização tornou-se extremamente popular. Menem privatizou quase tudo o que o Estado possuía, exceto alguns bancos. Em termos de serviços, houve melhorias inegáveis. Por exemplo, antes da privatização das telecomunicações, era comum esperar mais de dez anos por uma nova linha telefônica, e apartamentos com linhas telefônicas tinham um grande prêmio no mercado. Após a privatização, a espera foi reduzida para menos de uma semana. A produtividade aumentou à medida que os investimentos modernizaram fazendas, fábricas e portos. No entanto, em todos os casos, houve grandes demissões de funcionários. Além disso, o processo de privatização foi suspeito de corrupção em muitos casos. No final, as empresas privatizadas tornaram-se monopólios privados (em vez de públicos). Seus preços em contratos de longo prazo foram indexados à inflação americana, embora os preços na Argentina estivessem caindo.
Em 1991, o ministro da Economia Domingo Cavallo começou a reverter o declínio da Argentina com reformas de livre mercado, como o comércio aberto. Em 1º de janeiro de 1992, uma reforma monetária substituiu o austral pelo peso a uma taxa de 10.000 australs por 1 peso. A pedra angular do processo de reforma foi o conselho monetário, sob o qual o peso foi fixado por lei à paridade com o dólar, e a oferta monetária foi restrita ao nível das reservas em moeda forte [en]. Essa era uma política arriscada, pois significava que a Argentina não poderia desvalorizar posteriormente. Após um atraso, a inflação foi controlada. Com o risco de desvalorização aparentemente eliminado, o capital estrangeiro fluiu para o país. O crescimento do PIB aumentou significativamente, e o emprego total cresceu constantemente até meados de 1993. Durante a segunda metade de 1994, a economia desacelerou, e o desemprego aumentou de 10% para 12,2%.
Embora a economia já estivesse em uma recessão leve nesse ponto, as condições pioraram substancialmente após a desvalorização do peso mexicano em dezembro de 1994. A economia encolheu 4%, e uma dúzia de bancos entrou em colapso. Com a força de trabalho continuando a se expandir e o emprego caindo acentuadamente junto com a demanda agregada, o desemprego aumentou mais de 6% em seis meses. Mas o governo respondeu de forma eficaz: reforçou a regulamentação bancária e os requisitos de capital e incentivou bancos estrangeiros a assumir os bancos locais mais fracos. A economia logo se recuperou e, entre 1996 e 1998, tanto a produção quanto o emprego cresceram rapidamente, e o desemprego caiu substancialmente. No entanto, no início de 1999, a moeda brasileira sofreu uma forte desvalorização. A economia argentina contraiu 4% em 1999, e o desemprego aumentou novamente.
As exportações cresceram de US$12 bilhões em 1991 para US$27 bilhões em 2001, mas muitas indústrias não conseguiam competir no exterior, especialmente após a desvalorização do Brasil. A taxa de câmbio fixa e forte transformou a balança comercial em déficits acumulados de US$22 bilhões entre 1992 e 1999. Incapaz de desvalorizar, a Argentina só poderia se tornar mais competitiva se os preços caíssem. A deflação veio da recessão, da queda dos salários e do aumento do desemprego. As taxas de juros permaneceram altas, com os bancos emprestando dólares a 25%.
A participação dos gastos públicos no PIB aumentou de 27% em 1995 para 30% em 2000. Algumas províncias mais pobres dependiam de empresas estatais ou de indústrias ineficientes, como a do açúcar, que não conseguiam competir quando o comércio internacional foi aberto. Para conter a agitação social, os governadores provinciais inflaram suas folhas de pagamento. O governo havia embarcado em uma reforma da previdência com custos que alcançaram 3% do PIB em 2000, pois ainda precisava pagar os pensionistas, mas não recebia mais contribuições.

## Crise econômica (1998–2002)

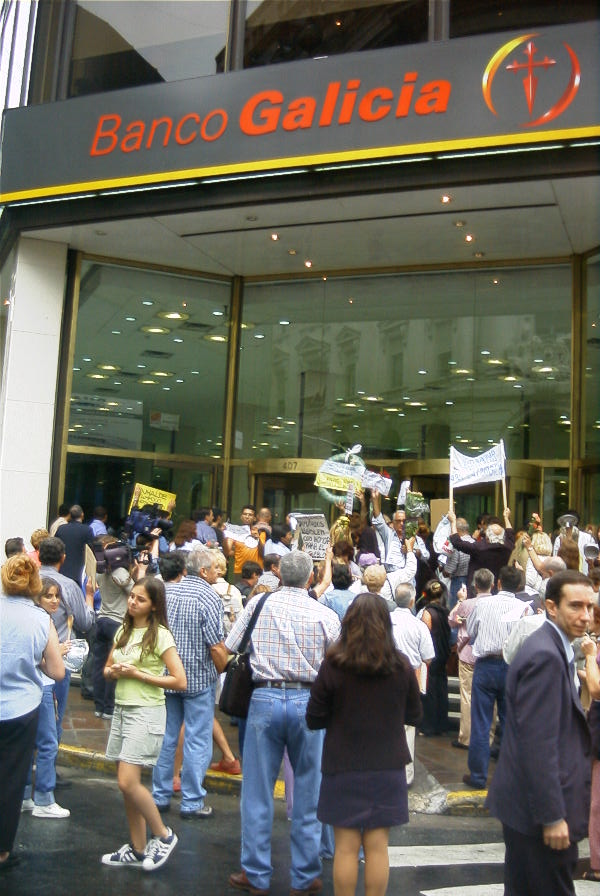
Fevereiro de 2002: depositantes protestam contra contas congeladas por medo de perderem valor, ou pior.

A Argentina entrou em uma recessão profunda na segunda metade de 1998, desencadeada e agravada por uma série de choques externos adversos, que incluíram preços baixos para commodities agrícolas, a valorização do dólar americano, ao qual o peso estava atrelado à paridade, a crise financeira russa de 1998, a crise do LTCM e a desvalorização do real brasileiro em janeiro de 1999. O crescimento lento do PIB da Argentina alimentou preocupações sobre a sustentabilidade da dívida pública.
Em dezembro de 1999, o presidente Fernando de la Rúa assumiu o cargo, buscando assistência do FMI pouco depois. Em março de 2000, o FMI concordou com um acordo de espera de três anos de US$7,2 bilhões com a Argentina, condicionado a um ajuste fiscal rigoroso e à suposição de um crescimento do PIB de 3,5% em 2000 (o crescimento real foi de 0,5%). No final de 2000, a Argentina perdeu rapidamente crédito nos mercados de capitais, refletido em um aumento acentuado e sustentado nos spreads [en] dos títulos argentinos em relação aos títulos do Tesouro americano [en]. Em dezembro, o governo de De la Rúa anunciou um pacote de assistência multilateral de US$40 bilhões organizado pelo FMI. A implementação irregular dos ajustes fiscais e reformas, um ambiente macroeconômico global em deterioração e a instabilidade política levaram à perda completa de acesso ao mercado e intensificaram a fuga de capitais no segundo trimestre de 2001. A dívida soberana argentina, majoritariamente em títulos, foi massivamente vendida a descoberto [en], e o governo se viu incapaz de tomar empréstimos ou cumprir os pagamentos da dívida.
Em dezembro de 2001, uma série de corridas aos depósitos começou a desestabilizar o sistema bancário, levando as autoridades argentinas a impor um congelamento parcial de saques. Com a Argentina não mais cumprindo as condições do programa ampliado apoiado pelo FMI, o FMI suspendeu os desembolsos. No final de dezembro, em um clima de grave agitação política e social, o país entrou parcialmente em default de suas obrigações internacionais; em janeiro de 2002, abandonou formalmente o regime de conversibilidade monetária.
A crise econômica e política que se seguiu foi, sem dúvida, a pior desde a independência do país. Até o final de 2002, a economia havia contraído 20% desde 1998. Ao longo de dois anos, a produção caiu mais de 15%, o peso argentino perdeu três quartos de seu valor, e o desemprego registrado ultrapassou 25%. A pobreza de renda na Argentina cresceu de 16,8% em outubro de 1993, para 25,9% em outubro de 1998 (início da recessão), 35,4% em outubro de 2001, até um pico de 54,3% em outubro de 2002.
Críticos da política de liberalização econômica adotada durante a presidência de Menem argumentaram que os problemas econômicos da Argentina foram causados pelo neoliberalismo, promovido ativamente pelo governo dos EUA e pelo FMI sob o Consenso de Washington. Outros destacaram que a principal falha da formulação de políticas econômicas durante a década de 1990 foi a falta de determinação na implementação das reformas econômicas. Um relatório de 2004 do Escritório de Avaliação Independente do FMI criticou a conduta do FMI antes do colapso econômico da Argentina em 2001, afirmando que o FMI apoiou a taxa de câmbio fixa do país por tempo demais e foi excessivamente leniente com os déficits fiscais.

## Kirchnerismo e crescimento relativo (2003–2015)

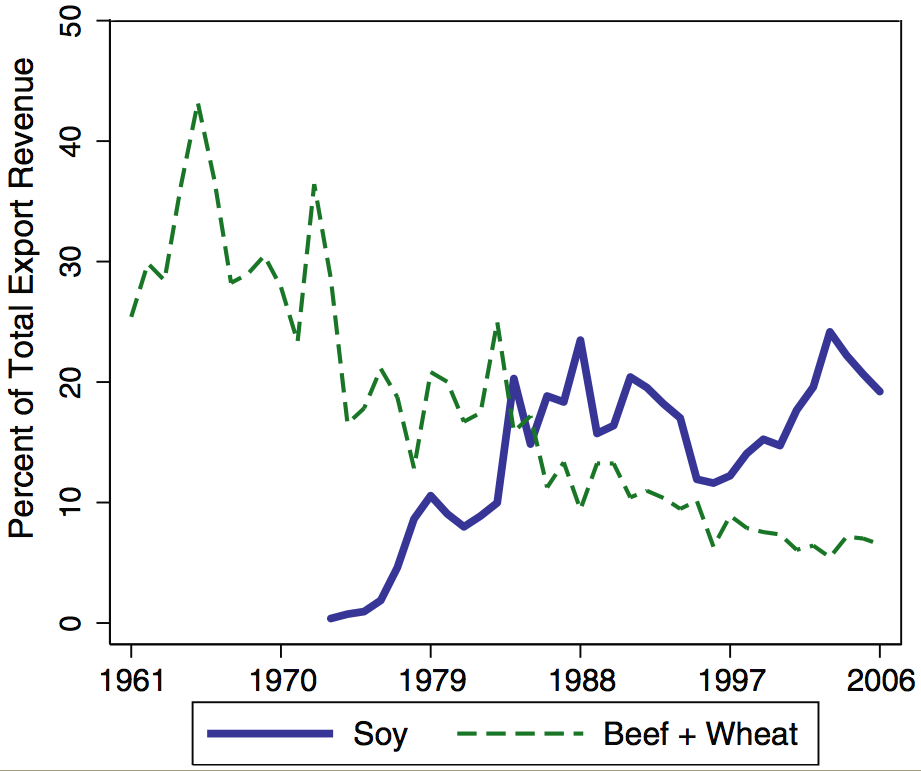
Em meados da década de 2000, soja, óleo de soja e en geraram mais de 20% da receita de exportação da Argentina.

Em janeiro de 2002, Eduardo Duhalde foi nomeado presidente, o quinto em duas semanas. Roberto Lavagna, que se tornou Ministro da Economia em abril de 2002, foi creditado pela recuperação subsequente, tendo estabilizado preços e a taxa de câmbio para evitar a hiperinflação. Após o default em 2001, o crescimento ultrapassou 6% ao ano em sete dos oito anos até 2011. Isso ocorreu, em parte, devido ao boom dos preços das commodities e porque o governo conseguiu manter o valor da moeda baixo, impulsionando as exportações industriais.

### Administração Kirchner
Néstor Kirchner tornou-se presidente em maio de 2003. Em meados da década de 2000, as exportações de soja não processada, óleo de soja e farelo de soja [en] geraram mais de 20% da receita de exportação da Argentina, o triplo da participação conjunta das exportações tradicionais de carne bovina e trigo. Os impostos sobre exportações representaram de 8% a 11% da arrecadação tributária total do governo Kirchner, cerca de dois terços provenientes da soja. Os impostos sobre importações e exportações aumentaram os gastos governamentais de 14% para 25% do PIB. No entanto, esses impostos desincentivaram o investimento estrangeiro, enquanto os altos gastos elevaram a inflação acima de 20%.
Uma tentativa da administração Kirchner de impor controles de preços em 2005 falhou, pois muitos itens ficaram fora de estoque, e os preços obrigatórios foram frequentemente ignorados. Vários setores da economia foram renacionalizados, incluindo o serviço postal (2003), a linha ferroviária San Martín [en] (2004), a concessionária de água que atende a Província de Buenos Aires (2006) e a Aerolíneas Argentinas (2009).
Em dezembro de 2005, Kirchner decidiu liquidar a dívida argentina com o FMI em um único pagamento, sem refinanciamento, totalizando US$9,8 bilhões. O pagamento foi parcialmente financiado por um empréstimo de US$1,6 bilhão da Venezuela. Até meados de 2008, estimava-se que a Venezuela detinha cerca de US$6 bilhões em dívida argentina. Em 2006, a Argentina retornou aos mercados internacionais de dívida com a venda de US$500 milhões em títulos Bonar V de cinco anos denominados em dólares, com um rendimento de 8,36%, principalmente para bancos estrangeiros, e a Moody's elevou a classificação de dívida da Argentina de B− para B.
No início de 2007, a administração começou a interferir nas estimativas de inflação.

### Administração Fernández

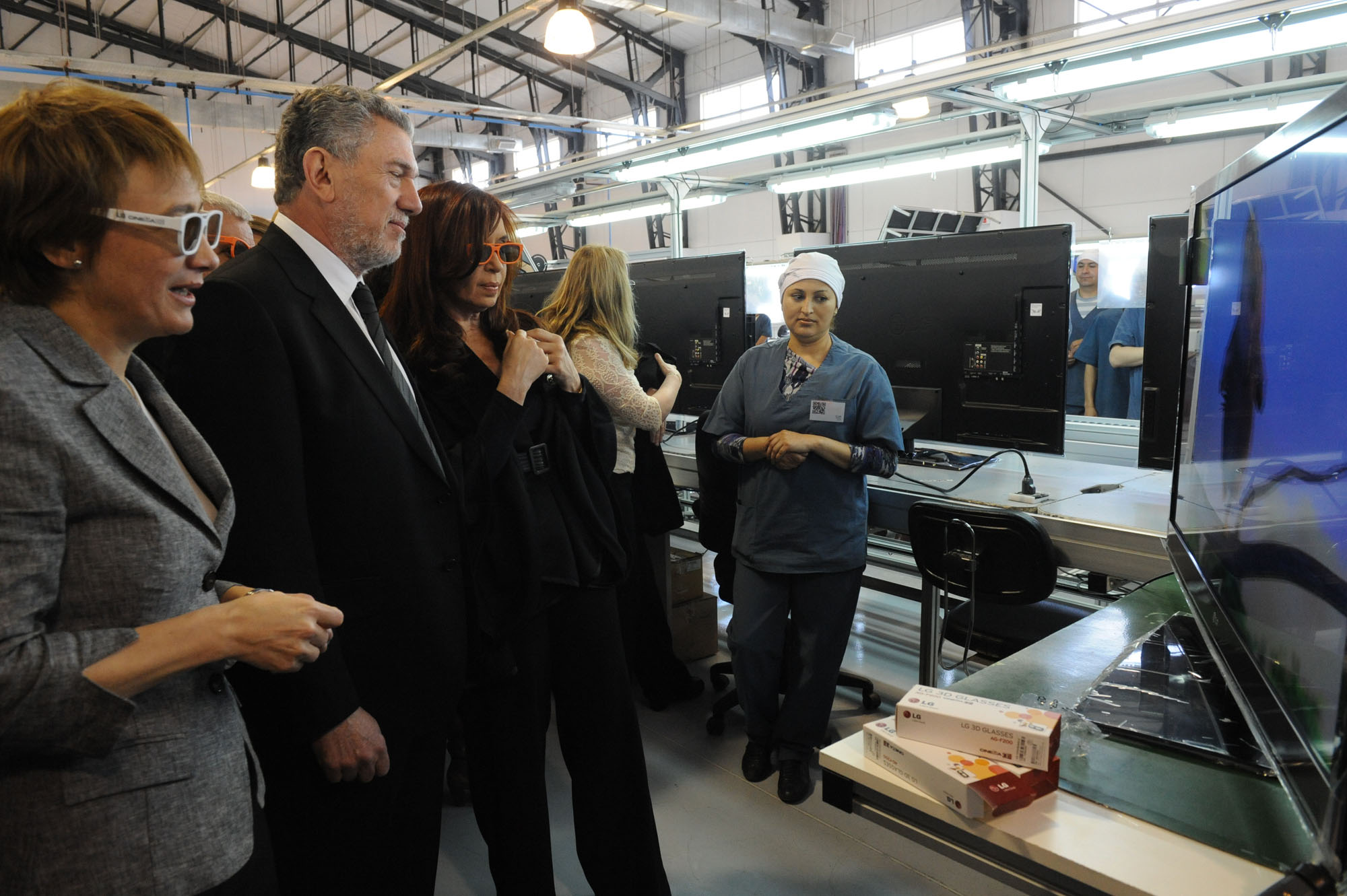
A presidente Cristina Fernández de Kirchner inaugurando uma fábrica em Ushuaia. Empresas como Blackberry, HP e Motorola estabeleceram fábricas na Terra do Fogo, atraídas por incentivos fiscais.

Em 10 de dezembro de 2007, Cristina Fernández de Kirchner assumiu a presidência. Em 2008, o setor rural mobilizou-se [es] contra uma resolução que aumentaria a alíquota de imposto sobre as exportações de soja de 35% para 44,1%. Por fim, o novo regime tributário foi abandonado. Acredita-se que as estatísticas oficiais argentinas tenham subestimado significativamente a inflação desde 2007, e economistas independentes que publicavam suas próprias estimativas de inflação enfrentaram ameaças de multas e processos judiciais.
Em outubro de 2008, a presidente Fernández de Kirchner nacionalizou fundos de pensão privados no valor de quase US$30 bilhões, supostamente para proteger as pensões contra a queda dos preços das ações em todo o mundo, embora críticos afirmassem que o governo simplesmente queria adicionar o dinheiro ao seu orçamento. Os fundos de pensão privados, licenciados pela primeira vez em 1994, sofreram grandes perdas durante a crise de 1998–2002 e, até 2008, o Estado subsidiava 77% dos beneficiários desses fundos.
A recessão do final da década de 2000 atingiu o país em 2009, com o crescimento do PIB desacelerando para 0,8%. O elevado crescimento do PIB foi retomado em 2010, e a economia expandiu 8,5%. Em abril de 2010, o Ministro da Economia Amado Boudou preparou um pacote de restruturação da dívida [en] para os detentores de mais de US$18 bilhões em títulos que não participaram da reestruturação da dívida de 2005 [es]. No final de 2010, foram descobertos os maiores depósitos de gás natural em 35 anos na Província de Neuquén. A taxa de desemprego no terceiro trimestre de 2011 foi de 7,3%.
Em novembro de 2011, o governo apresentou um plano para cortar subsídios de serviços públicos para famílias de maior renda. Até meados de 2011, o crédito estava superando o PIB por uma ampla margem, levantando preocupações de que a economia estava superaquecendo. A Argentina iniciou um período de austeridade fiscal [en] em 2012. Em abril de 2012, o governo anunciou planos para expropriar a YPF, apesar da oposição de alguns especialistas em energia, alegando que o parceiro majoritário espanhol da YPF, Repsol, não havia cumprido seu dever de fornecer suporte financeiro para pesquisa e exploração de terras, além de ser um mau administrador, preocupado apenas em enviar lucros para a Espanha e negligenciando o crescimento econômico da YPF.
O aumento da inflação e a fuga de capitais causaram uma rápida depleção das reservas de dólares do país, levando o governo a restringir severamente o acesso a dólares em junho de 2012. A imposição de controles de capital, por sua vez, levou ao surgimento de um mercado negro para dólares, conhecido como "dólar azul", com taxas mais altas do que a taxa de câmbio oficial.
Em maio de 2014, previsões privadas estimaram a inflação anual em 39,9%, uma das taxas mais altas do mundo. Em julho de 2014, uma decisão de um tribunal de Nova York ordenou que o país pagasse os detentores remanescentes dos títulos em default de 2001, majoritariamente fundos abutres [en] americanos, antes de pagar quaisquer detentores de títulos de troca. O governo argentino recusou, levando o país a entrar novamente em default de sua dívida.

## Problemas econômicos desde 2016

### Presidência de Mauricio Macri
Em 17 de dezembro de 2015, Mauricio Macri eliminou as restrições cambiais, resultando em uma desvalorização de 30% do peso argentino, a maior desde 2002. Em janeiro de 2016, a desvalorização alcançou 44 centavos. O desemprego atingiu dois dígitos, impulsionado por demissões em massa nos setores público e privado.
Em abril de 2016, estimou-se uma inflação anual de 37,4%, déficit fiscal de 4,8% e queda do PIB de 1,9%. Em dezembro de 2015, o governo eliminou restrições às exportações de trigo, milho e carne, reduzindo as retenções sobre a soja para 30%, com custo fiscal de 23.604 milhões de pesos. Isso causou aumentos significativos nos preços de produtos básicos, como óleo (51%), farinha (110%), frango (90%), macarrão (78%) e carne (50% em duas semanas).
Durante a campanha de 2015, Macri prometeu eliminar o imposto de renda para trabalhadores, afirmando: "No meu governo, os trabalhadores não pagarão imposto sobre lucros". O Ministro da Economia e Finanças Públicas, Alfonso Prat-Gay, anunciou que o projeto de alteração do imposto de renda seria enviado ao Congresso em 1º de março de 2016. Até dezembro de 2017, a eliminação do imposto de renda não estava nos planos do governo.
A inflação extremamente alta afetava as populações urbanas e rurais, caindo de 40% em 2016 para uma projeção de 17% em 2018. Outras fragilidades incluíam uma taxa de desemprego próxima de 9%, com previsão de atingir dois dígitos nos dois anos seguintes, e um aumento no déficit em conta corrente, variando de 3% a 4% do PIB em 2017-2018, devido à supervalorização da moeda. Projeções do FMI indicavam que o crescimento do PIB em 2018 desaceleraria para 2,5%, ante 2,75%, e qualquer interrupção no ciclo de crescimento global poderia prejudicar ainda mais o país.

### Presidência de Alberto Fernández
Em 2019, a inflação foi considerada a mais alta em 28 anos, alcançando 53,8% segundo o índice. Durante a quarentena de 2020, em abril, cerca de 143 mil pequenas e médias empresas não conseguiram pagar salários e despesas fixas, mesmo com auxílio governamental, e aproximadamente 35 mil empresas consideraram fechar as portas. Apesar de interrupções na cadeia de pagamentos, algumas projeções estimaram 180 dias de dificuldades, com 5% das empresas fechando em maio. Em 2023, a taxa de inflação na Argentina ultrapassou 100% pela primeira vez desde o início dos anos 1990.

### Presidência de Javier Milei
Em 10 de dezembro de 2023, Javier Milei, um libertário de direita, assumiu a presidência. Durante a campanha eleitoral, a inflação estava acima de 100%. Na posse de Milei, a economia argentina enfrentava uma inflação anual de 143%, a moeda estava em colapso e quatro em cada dez argentinos viviam na pobreza.
Em janeiro de 2024, um estudo da Universidade Católica Argentina estimou que a taxa de pobreza no país atingiu 57,4%, a maior desde 2004. Contudo, no terceiro trimestre de 2024, a mesma universidade estimou que a taxa de pobreza caiu para 49,9%, enquanto a Universidade Torcuato Di Tella estimou 36,8% para o segundo semestre do ano.
Em novembro de 2024, a inflação mensal caiu para 2,4%, a menor em mais de quatro anos, com a inflação anual projetada para fechar 2024 próxima de 100%. Resultados favoráveis e a normalização da economia argentina devem continuar em 2025. A taxa de inflação anual, que foi de 211% em 2023, é projetada para ficar abaixo de 30% em 2025, com a economia crescendo mais de 4%.

## Paradoxo argentino

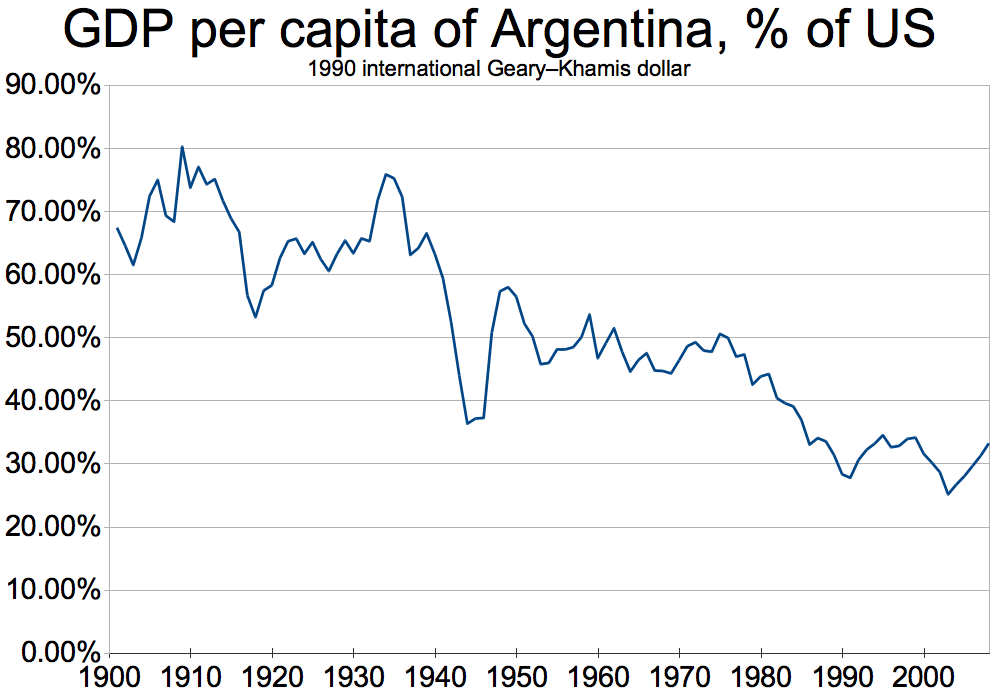
PIB per capita da Argentina (em dólares internacionais Geary-Khamis de 1990) como porcentagem do PIB dos EUA, 1900-2008.

O economista ganhador do Nobel, Simon Kuznets, teria observado que existem quatro tipos de países: desenvolvidos, subdesenvolvidos, Japão e Argentina.
Segundo Di Tella e Zymelman, a principal diferença entre a Argentina e outras sociedades coloniais, como Austrália e Canadá, foi a incapacidade de encontrar alternativas adequadas para compensar o fim da expansão geográfica com o fechamento definitivo da fronteira. Solberg destacou as diferenças na distribuição de terras no Canadá, que favoreceu o aumento de pequenos agricultores, em contraste com o menor número de proprietários de terras na Argentina, cada um com áreas maiores.
Duncan e Fogarty argumentaram que a diferença fundamental está no contraste entre o governo estável e flexível da Austrália e a má governança da Argentina. Platt e Di Tella apontaram a tradição política e a imigração de diferentes regiões como fatores-chave, enquanto Díaz Alejandro sugeriu que uma política imigratória restritiva, semelhante à da Austrália, poderia ter aumentado a produtividade incentivada pela relativa escassez de mão de obra.
Taylor destacou que a alta taxa de dependência e a lenta transição demográfica na Argentina levaram à dependência de capital estrangeiro para compensar a baixa taxa de poupança. A partir da década de 1930, a acumulação de capital foi prejudicada pelos preços relativamente altos de bens de capital (majoritariamente importados), causados pela política de substituição de importações, em contraste com o crescimento liderado por exportações adotado pelo Canadá. Outros fatores distorcivos incluíam múltiplas taxas de câmbio, mercado negro de moedas estrangeiras, depreciação da moeda nacional e altas tarifas alfandegárias, resultando em menor intensidade de capital e, consequentemente, em menores taxas de produtividade do trabalho.